# 1872
Portal Geschichte | Portal Biografien | Aktuelle Ereignisse | Jahreskalender | Tagesartikel

◄ |
18. Jahrhundert |
19. Jahrhundert
| 20. Jahrhundert | ►

◄ |
1840er |
1850er |
1860er |
1870er
| 1880er | 1890er | 1900er | ►

◄◄ |
◄ |
1868 |
1869 |
1870 |
1871 |
1872
| 1873 | 1874 | 1875 | 1876 | ► | ►►
Staatsoberhäupter · Wahlen · Nekrolog · Kunstjahr · Literaturjahr · Musikjahr   · Sportjahr
| Januar | Januar | Januar | Januar | Januar | Januar | Januar | Januar |
| Kw     | Mo     | Di     | Mi     | Do     | Fr     | Sa     | So     |
| ------ | ------ | ------ | ------ | ------ | ------ | ------ | ------ |
| 1      | 1      | 2      | 3      | 4      | 5      | 6      | 7      |
| 2      | 8      | 9      | 10     | 11     | 12     | 13     | 14     |
| 3      | 15     | 16     | 17     | 18     | 19     | 20     | 21     |
| 4      | 22     | 23     | 24     | 25     | 26     | 27     | 28     |
| 5      | 29     | 30     | 31     |        |        |        |        |

| Februar | Februar | Februar | Februar | Februar | Februar | Februar | Februar |
| Kw      | Mo      | Di      | Mi      | Do      | Fr      | Sa      | So      |
| ------- | ------- | ------- | ------- | ------- | ------- | ------- | ------- |
| 5       |         |         |         | 1       | 2       | 3       | 4       |
| 6       | 5       | 6       | 7       | 8       | 9       | 10      | 11      |
| 7       | 12      | 13      | 14      | 15      | 16      | 17      | 18      |
| 8       | 19      | 20      | 21      | 22      | 23      | 24      | 25      |
| 9       | 26      | 27      | 28      | 29      |         |         |         |

| März | März | März | März | März | März | März | März |
| Kw   | Mo   | Di   | Mi   | Do   | Fr   | Sa   | So   |
| ---- | ---- | ---- | ---- | ---- | ---- | ---- | ---- |
| 9    |      |      |      |      | 1    | 2    | 3    |
| 10   | 4    | 5    | 6    | 7    | 8    | 9    | 10   |
| 11   | 11   | 12   | 13   | 14   | 15   | 16   | 17   |
| 12   | 18   | 19   | 20   | 21   | 22   | 23   | 24   |
| 13   | 25   | 26   | 27   | 28   | 29   | 30   | 31   |

| April | April | April | April | April | April | April | April |
| Kw    | Mo    | Di    | Mi    | Do    | Fr    | Sa    | So    |
| ----- | ----- | ----- | ----- | ----- | ----- | ----- | ----- |
| 14    | 1     | 2     | 3     | 4     | 5     | 6     | 7     |
| 15    | 8     | 9     | 10    | 11    | 12    | 13    | 14    |
| 16    | 15    | 16    | 17    | 18    | 19    | 20    | 21    |
| 17    | 22    | 23    | 24    | 25    | 26    | 27    | 28    |
| 18    | 29    | 30    |       |       |       |       |       |

| Mai | Mai | Mai | Mai | Mai | Mai | Mai | Mai |
| Kw  | Mo  | Di  | Mi  | Do  | Fr  | Sa  | So  |
| --- | --- | --- | --- | --- | --- | --- | --- |
| 18  |     |     | 1   | 2   | 3   | 4   | 5   |
| 19  | 6   | 7   | 8   | 9   | 10  | 11  | 12  |
| 20  | 13  | 14  | 15  | 16  | 17  | 18  | 19  |
| 21  | 20  | 21  | 22  | 23  | 24  | 25  | 26  |
| 22  | 27  | 28  | 29  | 30  | 31  |     |     |

| Juni | Juni | Juni | Juni | Juni | Juni | Juni | Juni |
| Kw   | Mo   | Di   | Mi   | Do   | Fr   | Sa   | So   |
| ---- | ---- | ---- | ---- | ---- | ---- | ---- | ---- |
| 22   |      |      |      |      |      | 1    | 2    |
| 23   | 3    | 4    | 5    | 6    | 7    | 8    | 9    |
| 24   | 10   | 11   | 12   | 13   | 14   | 15   | 16   |
| 25   | 17   | 18   | 19   | 20   | 21   | 22   | 23   |
| 26   | 24   | 25   | 26   | 27   | 28   | 29   | 30   |

| Juli | Juli | Juli | Juli | Juli | Juli | Juli | Juli |
| Kw   | Mo   | Di   | Mi   | Do   | Fr   | Sa   | So   |
| ---- | ---- | ---- | ---- | ---- | ---- | ---- | ---- |
| 27   | 1    | 2    | 3    | 4    | 5    | 6    | 7    |
| 28   | 8    | 9    | 10   | 11   | 12   | 13   | 14   |
| 29   | 15   | 16   | 17   | 18   | 19   | 20   | 21   |
| 30   | 22   | 23   | 24   | 25   | 26   | 27   | 28   |
| 31   | 29   | 30   | 31   |      |      |      |      |

| August | August | August | August | August | August | August | August |
| Kw     | Mo     | Di     | Mi     | Do     | Fr     | Sa     | So     |
| ------ | ------ | ------ | ------ | ------ | ------ | ------ | ------ |
| 31     |        |        |        | 1      | 2      | 3      | 4      |
| 32     | 5      | 6      | 7      | 8      | 9      | 10     | 11     |
| 33     | 12     | 13     | 14     | 15     | 16     | 17     | 18     |
| 34     | 19     | 20     | 21     | 22     | 23     | 24     | 25     |
| 35     | 26     | 27     | 28     | 29     | 30     | 31     |        |

| September | September | September | September | September | September | September | September |
| Kw        | Mo        | Di        | Mi        | Do        | Fr        | Sa        | So        |
| --------- | --------- | --------- | --------- | --------- | --------- | --------- | --------- |
| 35        |           |           |           |           |           |           | 1         |
| 36        | 2         | 3         | 4         | 5         | 6         | 7         | 8         |
| 37        | 9         | 10        | 11        | 12        | 13        | 14        | 15        |
| 38        | 16        | 17        | 18        | 19        | 20        | 21        | 22        |
| 39        | 23        | 24        | 25        | 26        | 27        | 28        | 29        |
| 40        | 30        |           |           |           |           |           |           |

| Oktober | Oktober | Oktober | Oktober | Oktober | Oktober | Oktober | Oktober |
| Kw      | Mo      | Di      | Mi      | Do      | Fr      | Sa      | So      |
| ------- | ------- | ------- | ------- | ------- | ------- | ------- | ------- |
| 40      |         | 1       | 2       | 3       | 4       | 5       | 6       |
| 41      | 7       | 8       | 9       | 10      | 11      | 12      | 13      |
| 42      | 14      | 15      | 16      | 17      | 18      | 19      | 20      |
| 43      | 21      | 22      | 23      | 24      | 25      | 26      | 27      |
| 44      | 28      | 29      | 30      | 31      |         |         |         |

| November | November | November | November | November | November | November | November |
| Kw       | Mo       | Di       | Mi       | Do       | Fr       | Sa       | So       |
| -------- | -------- | -------- | -------- | -------- | -------- | -------- | -------- |
| 44       |          |          |          |          | 1        | 2        | 3        |
| 45       | 4        | 5        | 6        | 7        | 8        | 9        | 10       |
| 46       | 11       | 12       | 13       | 14       | 15       | 16       | 17       |
| 47       | 18       | 19       | 20       | 21       | 22       | 23       | 24       |
| 48       | 25       | 26       | 27       | 28       | 29       | 30       |          |

| Dezember | Dezember | Dezember | Dezember | Dezember | Dezember | Dezember | Dezember |
| Kw       | Mo       | Di       | Mi       | Do       | Fr       | Sa       | So       |
| -------- | -------- | -------- | -------- | -------- | -------- | -------- | -------- |
| 48       |          |          |          |          |          |          | 1        |
| 49       | 2        | 3        | 4        | 5        | 6        | 7        | 8        |
| 50       | 9        | 10       | 11       | 12       | 13       | 14       | 15       |
| 51       | 16       | 17       | 18       | 19       | 20       | 21       | 22       |
| 52       | 23       | 24       | 25       | 26       | 27       | 28       | 29       |
| 1        | 30       | 31       |          |          |          |          |          |

| Januar | Januar | Januar | Januar | Januar | Januar | Januar | Januar |
| Kw     | Mo     | Di     | Mi     | Do     | Fr     | Sa     | So     |
| ------ | ------ | ------ | ------ | ------ | ------ | ------ | ------ |
| 1      | 1      | 2      | 3      | 4      | 5      | 6      | 7      |
| 2      | 8      | 9      | 10     | 11     | 12     | 13     | 14     |
| 3      | 15     | 16     | 17     | 18     | 19     | 20     | 21     |
| 4      | 22     | 23     | 24     | 25     | 26     | 27     | 28     |
| 5      | 29     | 30     | 31     |        |        |        |        |

| Februar | Februar | Februar | Februar | Februar | Februar | Februar | Februar |
| Kw      | Mo      | Di      | Mi      | Do      | Fr      | Sa      | So      |
| ------- | ------- | ------- | ------- | ------- | ------- | ------- | ------- |
| 5       |         |         |         | 1       | 2       | 3       | 4       |
| 6       | 5       | 6       | 7       | 8       | 9       | 10      | 11      |
| 7       | 12      | 13      | 14      | 15      | 16      | 17      | 18      |
| 8       | 19      | 20      | 21      | 22      | 23      | 24      | 25      |
| 9       | 26      | 27      | 28      | 29      |         |         |         |

| März | März | März | März | März | März | März | März |
| Kw   | Mo   | Di   | Mi   | Do   | Fr   | Sa   | So   |
| ---- | ---- | ---- | ---- | ---- | ---- | ---- | ---- |
| 9    |      |      |      |      | 1    | 2    | 3    |
| 10   | 4    | 5    | 6    | 7    | 8    | 9    | 10   |
| 11   | 11   | 12   | 13   | 14   | 15   | 16   | 17   |
| 12   | 18   | 19   | 20   | 21   | 22   | 23   | 24   |
| 13   | 25   | 26   | 27   | 28   | 29   | 30   | 31   |

| April | April | April | April | April | April | April | April |
| Kw    | Mo    | Di    | Mi    | Do    | Fr    | Sa    | So    |
| ----- | ----- | ----- | ----- | ----- | ----- | ----- | ----- |
| 14    | 1     | 2     | 3     | 4     | 5     | 6     | 7     |
| 15    | 8     | 9     | 10    | 11    | 12    | 13    | 14    |
| 16    | 15    | 16    | 17    | 18    | 19    | 20    | 21    |
| 17    | 22    | 23    | 24    | 25    | 26    | 27    | 28    |
| 18    | 29    | 30    |       |       |       |       |       |

| Mai | Mai | Mai | Mai | Mai | Mai | Mai | Mai |
| Kw  | Mo  | Di  | Mi  | Do  | Fr  | Sa  | So  |
| --- | --- | --- | --- | --- | --- | --- | --- |
| 18  |     |     | 1   | 2   | 3   | 4   | 5   |
| 19  | 6   | 7   | 8   | 9   | 10  | 11  | 12  |
| 20  | 13  | 14  | 15  | 16  | 17  | 18  | 19  |
| 21  | 20  | 21  | 22  | 23  | 24  | 25  | 26  |
| 22  | 27  | 28  | 29  | 30  | 31  |     |     |

| Juni | Juni | Juni | Juni | Juni | Juni | Juni | Juni |
| Kw   | Mo   | Di   | Mi   | Do   | Fr   | Sa   | So   |
| ---- | ---- | ---- | ---- | ---- | ---- | ---- | ---- |
| 22   |      |      |      |      |      | 1    | 2    |
| 23   | 3    | 4    | 5    | 6    | 7    | 8    | 9    |
| 24   | 10   | 11   | 12   | 13   | 14   | 15   | 16   |
| 25   | 17   | 18   | 19   | 20   | 21   | 22   | 23   |
| 26   | 24   | 25   | 26   | 27   | 28   | 29   | 30   |

| Juli | Juli | Juli | Juli | Juli | Juli | Juli | Juli |
| Kw   | Mo   | Di   | Mi   | Do   | Fr   | Sa   | So   |
| ---- | ---- | ---- | ---- | ---- | ---- | ---- | ---- |
| 27   | 1    | 2    | 3    | 4    | 5    | 6    | 7    |
| 28   | 8    | 9    | 10   | 11   | 12   | 13   | 14   |
| 29   | 15   | 16   | 17   | 18   | 19   | 20   | 21   |
| 30   | 22   | 23   | 24   | 25   | 26   | 27   | 28   |
| 31   | 29   | 30   | 31   |      |      |      |      |

| August | August | August | August | August | August | August | August |
| Kw     | Mo     | Di     | Mi     | Do     | Fr     | Sa     | So     |
| ------ | ------ | ------ | ------ | ------ | ------ | ------ | ------ |
| 31     |        |        |        | 1      | 2      | 3      | 4      |
| 32     | 5      | 6      | 7      | 8      | 9      | 10     | 11     |
| 33     | 12     | 13     | 14     | 15     | 16     | 17     | 18     |
| 34     | 19     | 20     | 21     | 22     | 23     | 24     | 25     |
| 35     | 26     | 27     | 28     | 29     | 30     | 31     |        |

| September | September | September | September | September | September | September | September |
| Kw        | Mo        | Di        | Mi        | Do        | Fr        | Sa        | So        |
| --------- | --------- | --------- | --------- | --------- | --------- | --------- | --------- |
| 35        |           |           |           |           |           |           | 1         |
| 36        | 2         | 3         | 4         | 5         | 6         | 7         | 8         |
| 37        | 9         | 10        | 11        | 12        | 13        | 14        | 15        |
| 38        | 16        | 17        | 18        | 19        | 20        | 21        | 22        |
| 39        | 23        | 24        | 25        | 26        | 27        | 28        | 29        |
| 40        | 30        |           |           |           |           |           |           |

| Oktober | Oktober | Oktober | Oktober | Oktober | Oktober | Oktober | Oktober |
| Kw      | Mo      | Di      | Mi      | Do      | Fr      | Sa      | So      |
| ------- | ------- | ------- | ------- | ------- | ------- | ------- | ------- |
| 40      |         | 1       | 2       | 3       | 4       | 5       | 6       |
| 41      | 7       | 8       | 9       | 10      | 11      | 12      | 13      |
| 42      | 14      | 15      | 16      | 17      | 18      | 19      | 20      |
| 43      | 21      | 22      | 23      | 24      | 25      | 26      | 27      |
| 44      | 28      | 29      | 30      | 31      |         |         |         |

| November | November | November | November | November | November | November | November |
| Kw       | Mo       | Di       | Mi       | Do       | Fr       | Sa       | So       |
| -------- | -------- | -------- | -------- | -------- | -------- | -------- | -------- |
| 44       |          |          |          |          | 1        | 2        | 3        |
| 45       | 4        | 5        | 6        | 7        | 8        | 9        | 10       |
| 46       | 11       | 12       | 13       | 14       | 15       | 16       | 17       |
| 47       | 18       | 19       | 20       | 21       | 22       | 23       | 24       |
| 48       | 25       | 26       | 27       | 28       | 29       | 30       |          |

| Dezember | Dezember | Dezember | Dezember | Dezember | Dezember | Dezember | Dezember |
| Kw       | Mo       | Di       | Mi       | Do       | Fr       | Sa       | So       |
| -------- | -------- | -------- | -------- | -------- | -------- | -------- | -------- |
| 48       |          |          |          |          |          |          | 1        |
| 49       | 2        | 3        | 4        | 5        | 6        | 7        | 8        |
| 50       | 9        | 10       | 11       | 12       | 13       | 14       | 15       |
| 51       | 16       | 17       | 18       | 19       | 20       | 21       | 22       |
| 52       | 23       | 24       | 25       | 26       | 27       | 28       | 29       |
| 1        | 30       | 31       |          |          |          |          |          |

## Ereignisse

### Politik und Weltgeschehen

#### Deutsches Reich

Heinrich von Friedberg

- 1. Januar: Das von Heinrich von Friedberg erarbeitete Strafgesetzbuch für das Deutsche Reich tritt in Kraft. Es war schon seit 1870 für den Norddeutschen Bund gültig.
- 1. Januar: Die Norddeutsche Maß- und Gewichtsordnung tritt für das gesamte Reich in Kraft. Damit wird das metrische System im Deutschen Reich eingeführt; die örtlichen und regionalen Maße und Gewichte geraten außer Gebrauch.

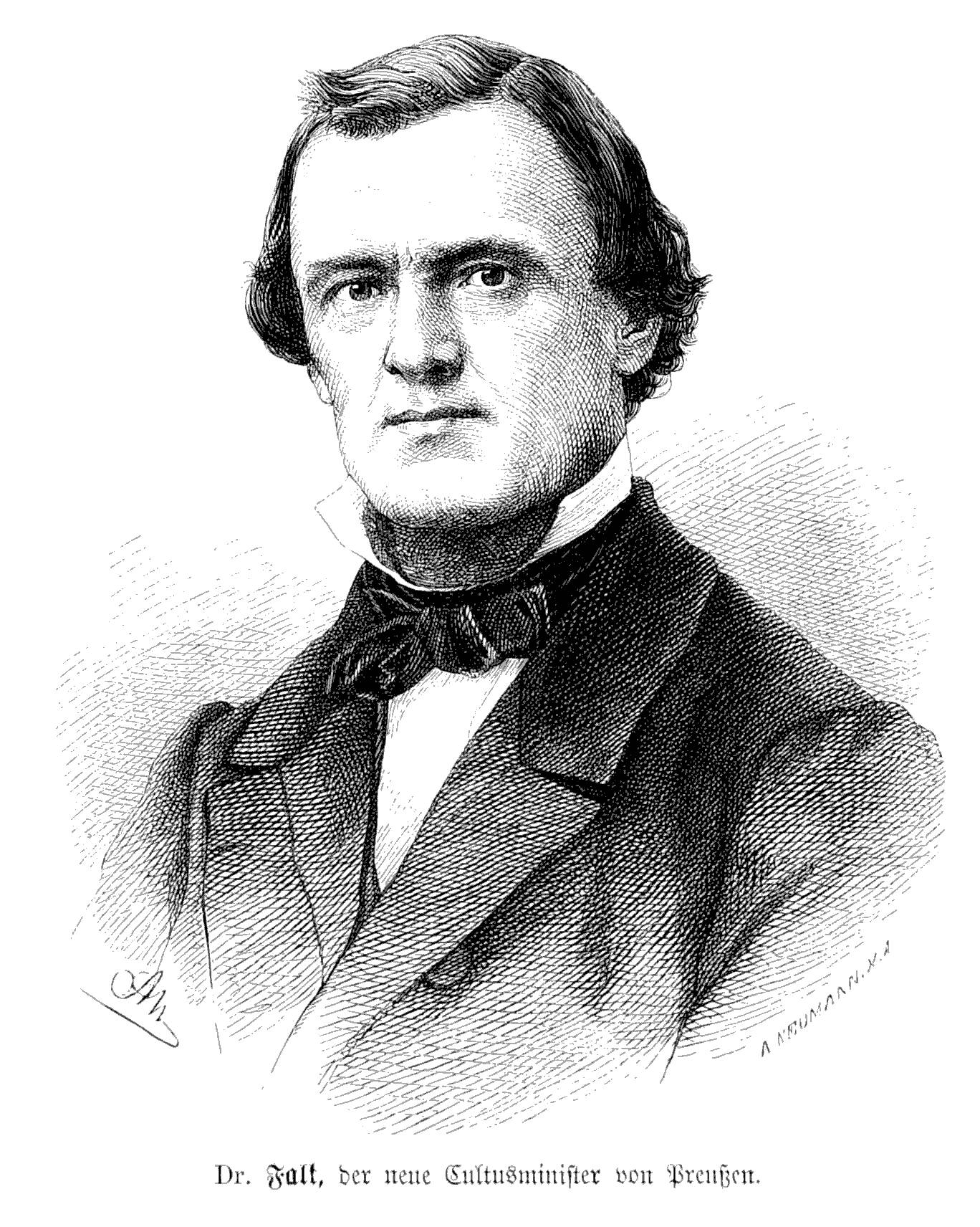
Adalbert Falk 1872 (Die Gartenlaube)

- 11. März: Das Preußische Schulaufsichtsgesetz, das durch Kultusminister Adalbert Falk auf Veranlassung Otto von Bismarcks erlassen wird, hebt die kirchliche Schulinspektion im Königreich Preußen auf und stellt alle Schulen unter staatliche Aufsicht. Die kulturkämpferische Maßnahme trägt Bismarck die Ablehnung nicht nur der Zentrumspartei, sondern auch der evangelischen Altkonservativen ein.

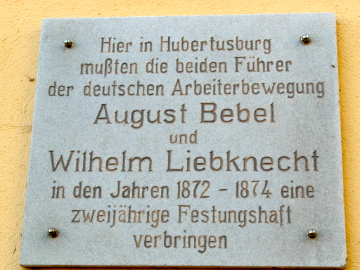
Gedenktafel August Bebel und Wilhelm Liebknecht am Schloss Hubertusburg

- 11. März: Vor dem Schwurgericht in Leipzig beginnt der Hochverratsprozess gegen die beiden sozialdemokratischen Abgeordneten August Bebel und Wilhelm Liebknecht, weil sie im Jahr 1870 in der Reichstagsdebatte über die Gewährung weiterer Gelder für den Deutsch-Französischen Krieg einen Friedensvorschlag vorgetragen hatten, sowie den Parteizeitungs-Redakteur Adolf Hepner. Verteidigt werden die beiden von Otto Freytag. Ein konkreter Anklagegrund kann nicht gefunden werden, und so betont Staatsanwalt Hoffmann, dass „sich aus dem einen oder anderem von den Angeklagten veröffentlichten Artikel nicht die Anklage begründen läßt, daß aber aus der Zusammenwirkung sämtlicher Artikel, in Verbindung mit anderen Tatsachen die Anklage hervorgegangen ist“. Das Urteil wird am 26. März verkündet. Hepner wird freigesprochen, Bebel und Liebknecht werden zu zwei Jahren Festungshaft verurteilt. August Bebel wird sein Reichstagsmandat aberkannt. Die Nichtigkeitsbeschwerde wird vom Oberlandesgericht Dresden als unbegründet zurückgewiesen. Das Manifest der Kommunistischen Partei ist zu dieser Zeit vergriffen und weiten Kreisen der Bevölkerung unbekannt. Doch nun ist es im Prozess von der Staatsanwaltschaft zu Protokoll gegeben worden. Damit können die Sozialdemokraten es legal und in hoher Auflage veröffentlichen. Die beiden Verurteilten treten ihre Haft im Sommer in der Haftanstalt Hubertusburg an. Bebel nutzt seine Haft zur Weiterbildung.

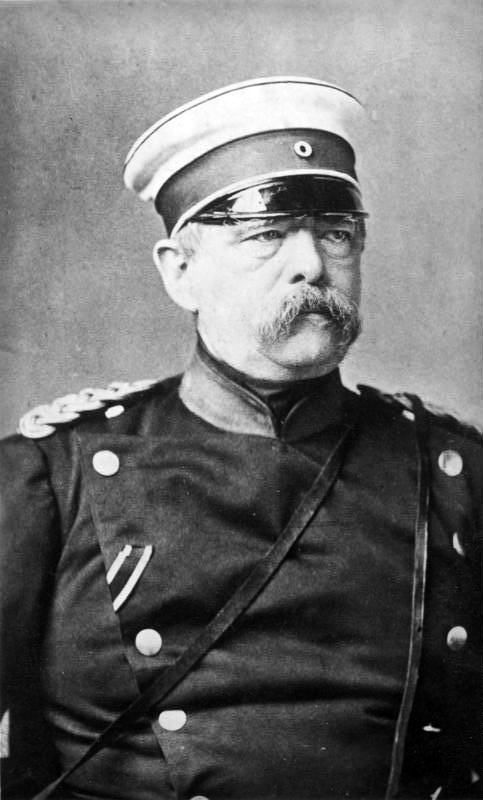
Otto von Bismarck, Reichskanzler und preußischer Ministerpräsident

- 4. Juli: Im gesamten Deutschen Kaiserreich werden Niederlassungen des Ordens der Jesuiten durch das Jesuitengesetz verboten. Auch wenn der Kulturkampf generell von vielen Liberalen mit vorangetrieben wird, stimmen doch eine Reihe liberaler Politiker bei der namentlichen Abstimmung am 19. Juni gegen das Gesetz. Die überwiegende Mehrheit der Nationalliberalen und ein großer Teil der Fortschrittspartei stimmt Bismarck jedoch zu, als dieser vor dem Reichstag verkündet: „Nach Canossa gehen wir nicht – weder körperlich noch geistig.“

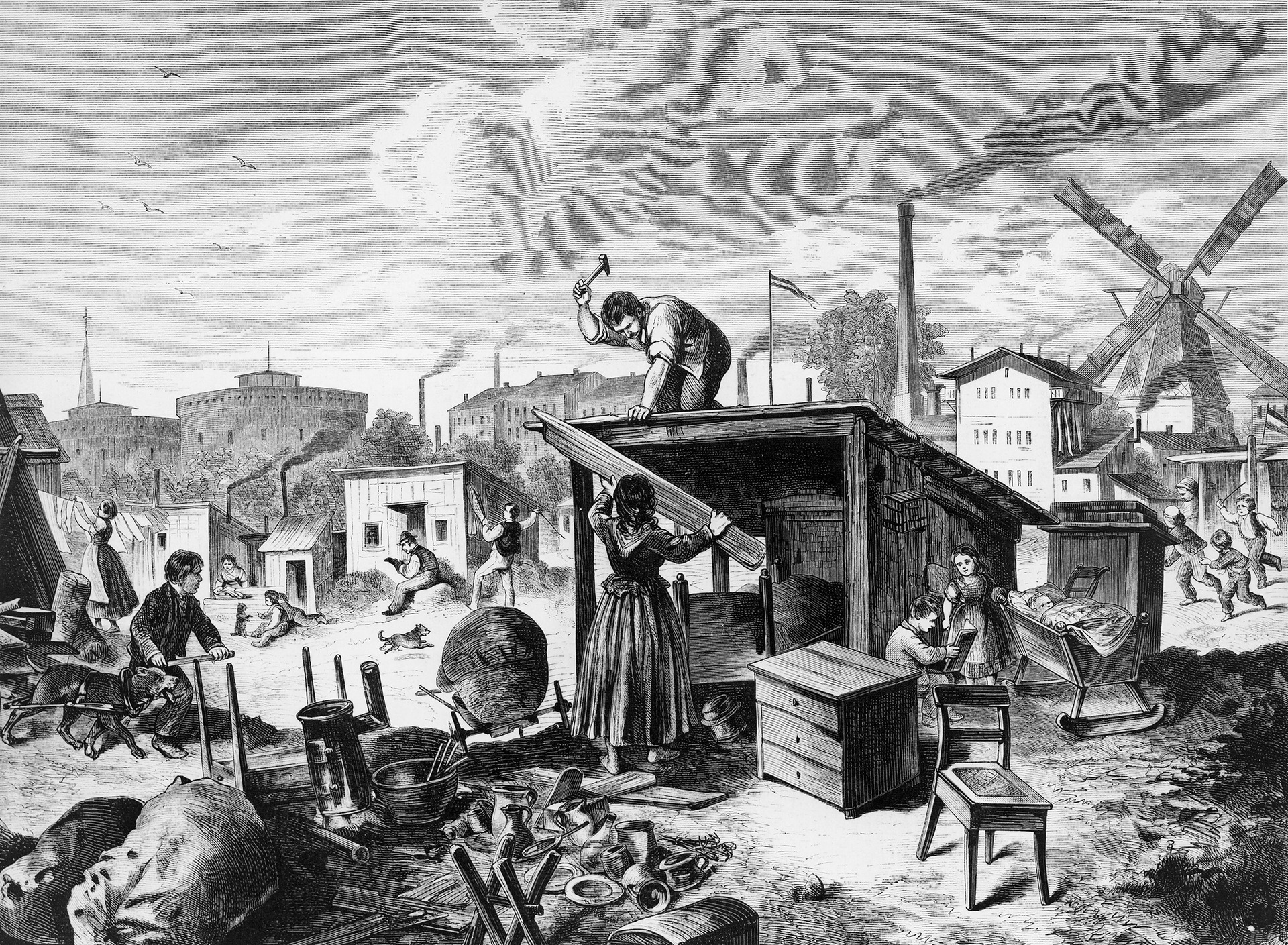
Obdachlosenbaracken in Berlin 1872, Holzstich nach einer Zeichnung von Georg Koch

- 25. Juli: In Berlin beginnen die sogenannten Blumenstraßenkrawalle, ein dreitägiger militanter Protest. Fabrikarbeitern, Handwerksgesellen und Obdachlosen einerseits und die Berliner Polizei andererseits sind in heftige Straßenkämpfe involviert. Hintergrund ist zum einen die Unzufriedenheit über hohe Mietpreise und damit verbundene häufige Zwangsräumungen, bei denen Mieter samt Mobiliar auf der Straße landen. Ein weiterer Anlass des Widerstandes ist zum anderen das Niederreißen von slumartigen Barackensiedlungen am Stadtrand durch Polizei und Feuerwehr.
- 21. November: Otto von Bismarck lässt sich aus Gesundheitsgründen bis auf Weiteres vom Amt des preußischen Ministerpräsidenten entbinden. Sein Wunsch auf Entlassung wird abgelehnt.

#### Schweiz
- 1. Januar: Emil Welti wird zum zweiten Mal Bundespräsident der Schweiz.
- 12. Mai: In einer Volksabstimmung scheitert die Totalrevision der Bundesverfassung am Widerstand von Katholisch-Konservativen und Föderalisten.

#### Skandinavien

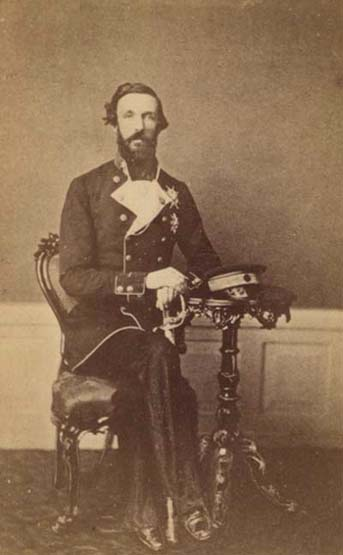
Oskar als Kronprinz

- 18. September: Durch den Tod seines Bruders Karl XV. wird Oskar II. König von Schweden und von Norwegen, da die Tochter und der uneheliche Sohn Karls XV. nicht thronerbberechtigt sind. Er bemüht sich, das Ansehen des Königtums wiederzugewinnen, das während der Regierungszeit seines Bruders gelitten hat.

#### Vereinigte Staaten von Amerika
- 10. Mai: Die Frauenrechtlerin Victoria Woodhull wird als erste Frau für das Amt des US-Präsidenten vorgeschlagen. Ihre Gegner schmähen daraufhin die Kandidatin als Mrs. Satan.
- 5. November: Präsidentschaftswahl in den Vereinigten Staaten 1872: Der amtierende Präsident Ulysses S. Grant besiegt mit 56 Prozent der Stimmen seinen Herausforderer Horace Greeley.
- Bei den gleichzeitig stattfindenden Gouverneurswahlen in Louisiana stehen sich der Demokrat John McEnery und der Republikaner William P. Kellogg gegenüber. Der Wahlausgang ist sehr knapp und der regierende Gouverneur Henry C. Warmoth setzt einen Wahlausschuss ein, der seinen Favoriten, McEnery, zum Sieger erklärt. Ein anderer, von den Republikanern zusammengestellter, Wahlausschuss erklärt Kellogg zum Wahlsieger. Die Republikaner sind über das Vorgehen von Warmoth umso mehr erbost, als er Mitglied ihrer Partei ist.

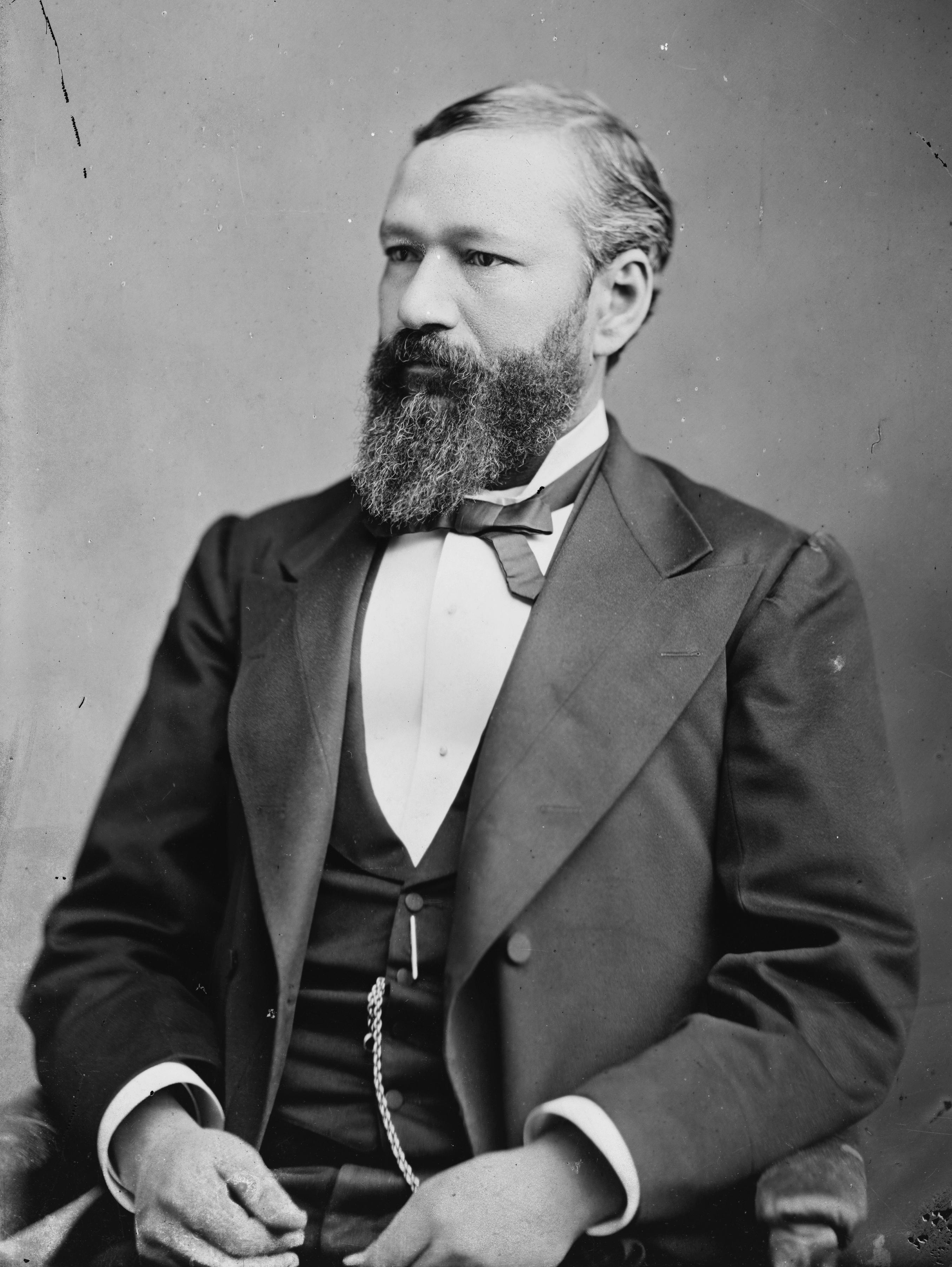
P. B. S. Pinchback

- 9. Dezember: Als neuer Gouverneur des US-Bundesstaates Louisiana regiert der bisherige Vizegouverneur Pinckney Benton Stewart Pinchback, nachdem sein Vorgänger Henry C. Warmoth wegen Wahlbetrugs von seinem Amt suspendiert wurde. Pinchback ist der erste afroamerikanische Gouverneur in der Geschichte der Vereinigten Staaten.

- Unter der Führung von Kintpuash beginnt das Volk der Modoc einen blutigen Krieg gegen die Vereinigten Staaten.

#### Ozeanien

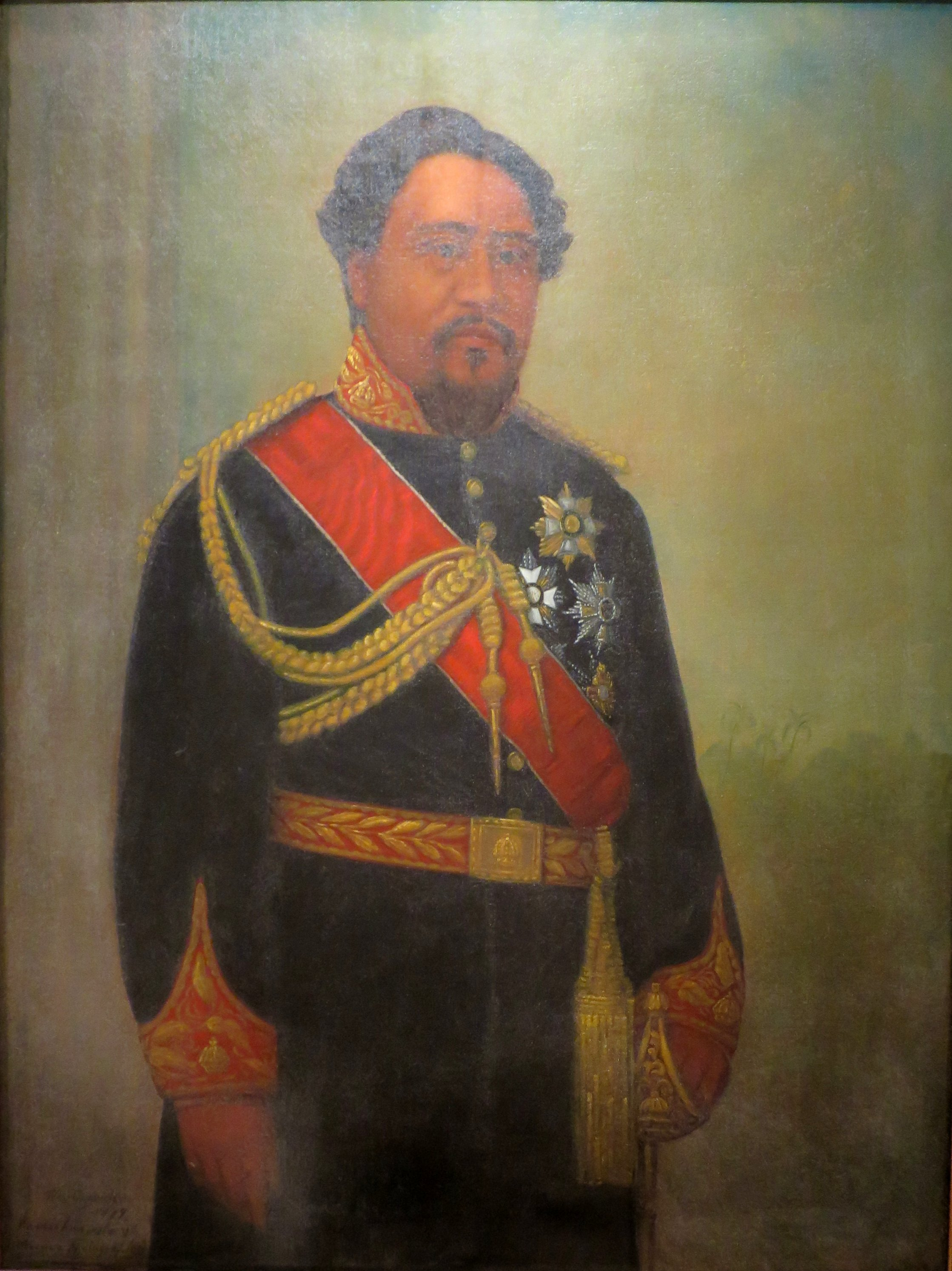
Kamehameha V.

- 11. Dezember: Kamehameha V., Herrscher des Königreichs Hawaiʻi, stirbt im Alter von nur 42 Jahren als letzter seiner Dynastie. Da es somit keinen rechtmäßigen Nachfolger gibt, wird eine Königswahl durchgeführt, die einen Adeligen des Landes zum König krönen soll. Der 38 Jahre alte und in der Bevölkerung sehr beliebte William Charles Lunalilo, ein entfernter Nachfahre von Kamehameha I., wird in dieser Volksabstimmung zum König gewählt und tritt mit Jahreswechsel sein Amt an.

### Wirtschaft

#### Patente
- 5. März: George Westinghouse erhält auf die von ihm entwickelte Druckluftbremse für den Eisenbahnbetrieb ein Patent in den USA.
- 9. April: Samuel R. Percy erhält ein US-amerikanisches Patent für einen Prozess zur Herstellung von Milchpulver.
- John G. Taylor erhält das erste Patent auf eine Achterbahn.

#### Unternehmensgründungen
- 1. Januar: Das Berliner Tageblatt wird von Rudolf Mosse gegründet. Anfangs besteht es nur aus Anzeigen.
- Die Tageszeitung The Boston Globe wird gegründet. Die erste Ausgabe erscheint am 4. März.
- 24. März: Die erste Ausgabe des bis 1928 erscheinenden Illustrierten Wiener Extrablattes – zeitweise eine der auflagenstärksten österreichischen Zeitungen – erscheint in Wien.
- 1. Juli: Die Lebensversicherungsanstalt für die Armee und Marine wird eröffnet.
- 12. September/4. Oktober: Der Belgier Georges Nagelmackers gründet in Lüttich die Georges Nagelmackers et Compagnie – Compagnie Internationale de Wagons-Lits.
- 31. Oktober: Das Pharmaunternehmen Engelhard Arzneimittel entsteht durch die Gründung des Apothekers Karl Philipp Engelhard in Frankfurt am Main.
- 12. November: Die Dresdner Bank wird durch die Umwandlung des 1771 gegründeten Bankhaus Kaskel in eine Aktiengesellschaft in Dresden gegründet.
- Giovanni Battista Pirelli gründet in Mailand die Gummifabrik Pirelli & C. Er steht in Konkurrenz zur zu diesem Zeitpunkt marktbeherrschenden französischen Industrie. Er hat anfangs etwa 35 Arbeiter. In den Jahren zuvor hat er sich auf einer Reise mit den Vulkanisationstechniken in der Schweiz und Deutschland vertraut gemacht.

#### Sonstiges
- 4. Januar: Ein Erlass des deutschen Generalpostmeisters Heinrich von Stephan regt die Gründung von Spar- und Vorschussvereinen für Postbeamte an (Vorläufer der PSD Banken).
- 23. Februar: Das in der Königlich Württembergischen Gewehrfabrik in Oberndorf am Neckar produzierte Gewehr Mauser Modell 71 wird als erstes deutsches Reichsgewehr eingeführt.
- 19. Mai: Geschichte der Straßenbahn Frankfurt am Main: In Frankfurt am Main nimmt die von der Frankfurter Trambahn-Gesellschaft errichtete Pferdestraßenbahn ihren Betrieb auf.
- 26. September: Das vom Reisebüro Thomas Cook and Son organisierte erste Weltreise beginnt, welche 222 Tage später mit der Rückkehr der Teilnehmer enden wird. Kurz zuvor hat Thomas Cook ein Büro in Kairo eröffnet, um organisierte Schiffsreisen durchzuführen.
- 19. Oktober: In New South Wales wird von den Goldsuchern Beyers und Holtermann in der Star of Hope Mine ein Goldklumpen entdeckt. Holtermanns Nugget wiegt 214,32 kg und ist der bisher weltweit größte gefundene Goldbrocken.
- 18. Dezember: Die Skandinavische Münzunion wird gegründet.
- Ein Reichsgesetz verfügt die Schließung aller Spielbanken im Reichsgebiet.

### Wissenschaft und Technik

#### Wissenschaftliche Expeditionen
- 13. Juni: Die Österreichisch-Ungarische Nordpolexpedition unter der Leitung von Carl Weyprecht und Julius Payer auf dem Segelschiff S/X Admiral Tegetthoff beginnt mit dem Auslaufen in Bremerhaven. Die Expedition wird auf Initiative und mit finanzieller Förderung von Johann Nepomuk Wilczek durchgeführt, um das Nördliche Eismeer näher zu erkunden. Zu den weiteren Finanziers gehört Friedrich Schey von Koromla. Die Besatzung der Expedition wurde aus ganz Österreich-Ungarn rekrutiert, speziell aber aus Istrien und Dalmatien. Erste Station ist der norwegische Hafen Tromsø, den die Expedition im Juli wieder verlässt. Am 21. August bleibt die Admiral Tegetthoff nördlich von Nowaja Semlja auf 79° 51′ im Packeis stecken und wird in bis dato nur Robbenjägern und Walfängern bekannte Polarregionen abgetrieben.
- August: Nach rund achtmonatiger Fahrt erreicht die von Boston kommende Hassler-Expedition ihr Reiseziel, die Bucht von San Francisco. Auf der Fahrt Richtung Kap Horn kam es durch Tiefseefischerei zu ersten Entdeckungen bei Saint Thomas. Neben Forschungen direkt auf dem Schiff forschte die Crew auch einige Tage im Inland in der Region der Magellanstraße. Die meiste Zeit dort wurde mit der Beobachtung von Gletschern verbracht. Die Ergebnisse der Reise werden hauptsächlich von Louis Agassiz, Theodore Lyman und Louis-François de Pourtalès publiziert.

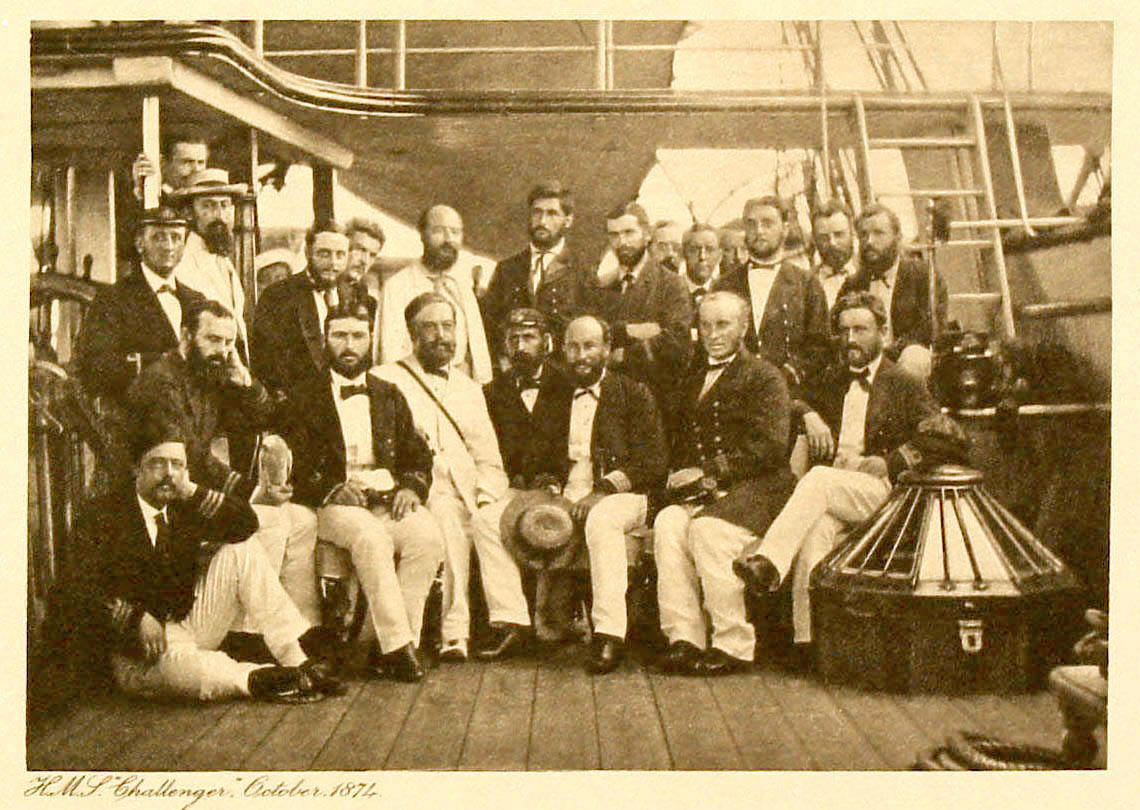
Die Besatzung der HMS Challenger

- 21. Dezember: Die von William Benjamin Carpenter organisierte Challenger-Expedition zur Erforschung der Tiefsee beginnt. Die britische Korvette Challenger läuft unter Kapitän George Nares von Portsmouth in Richtung Portugal aus. An Bord befinden sich 29 Personen, unter anderem die Naturwissenschaftler Charles Wyville Thomson und John Murray. Die Aufgabenstellungen an die Challenger-Expedition sind konkret vorgegeben. Im Mittelpunkt stehen die physikalischen Untersuchungen der Tiefsee in den großen Ozeanbecken in Hinblick auf Temperatur, Tiefe und Strömungen. Dazu kommen chemische Untersuchungen des Meerwassers in verschiedenen Meeres- und Tiefenregionen. Das dritte Forschungsziel ist die Erkundung der biologischen Lebewesen auf und im Meeresboden. Neben Messungen auf See sollen zudem Erkundungen und Studien der biologischen Besonderheiten der angelaufenen Inseln und Festländer durchgeführt werden.
- Die deutsche Nordsee-Expedition Pommerania endet nach knapp zweijähriger Fahrt durch die Ostsee und die Nordsee.

#### Naturwissenschaften
- 26. November: Die Erstausgabe von Charles Darwins Werk The Expression of the Emotions in Man and Animals (Der Ausdruck der Gemütsbewegungen bei dem Menschen und den Tieren) erscheint.

#### Technik
- 22. August: Die Transaustralische Telegrafenleitung von Port Augusta im Süden des Kontinents nach Darwin an der Nordküste wird fertiggestellt.

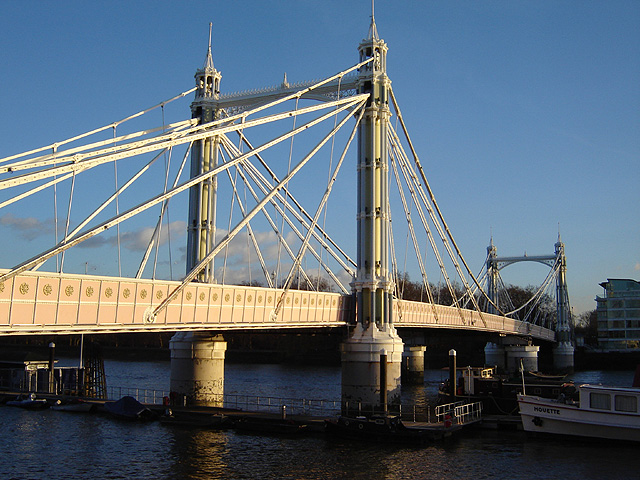
Albert Bridge

- 31. Dezember: Mit der Albert Bridge eröffnet London eine Verbindung zwischen den beiden Stadtteilen Chelsea und Battersea über die Themse.
- Der Fotograf Eadweard Muybridge beweist auf Bitten von Leland Stanford (Eisenbahn-Tycoon und kalifornischer Gouverneur), dass sich Pferde während des Trabs mit allen vier Beinen in der Luft befinden. Muybridge begründet damit die moderne Serienfotografie.
- Die experimentelle Aldershot Narrow Gauge Suspension Railway wird errichtet und nach einigen erfolgreichen Experimenten wieder abgerissen.

#### Lehre und Forschung
- 12. Oktober: Die Toledo University of Arts and Trades, Vorgängerin der University of Toledo, wird gegründet.
- Die Hochschule für Bodenkultur in Wien wird gegründet. Die Eröffnung erfolgt am 15. Oktober.
- 26. Dezember: In Genua wird das Hydrographische Institut der italienischen Marine gegründet.
- Gründung der Universität von Klausenburg: die spätere „Universität der Wissenschaften Szeged“

### Kultur

#### Bildende Kunst

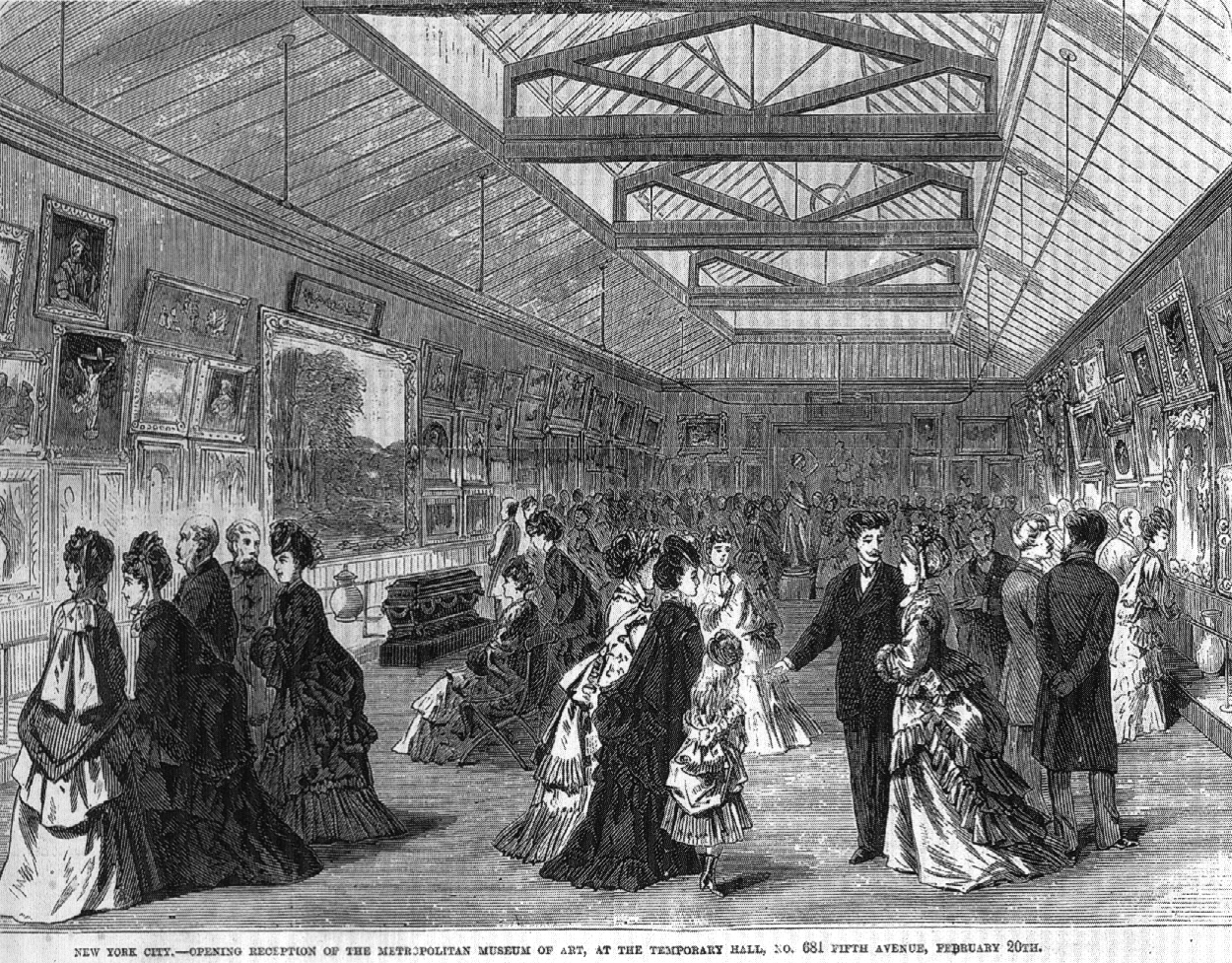
Eröffnung des Metropolitan Museum

- 20. Februar: Das Metropolitan Museum of Art wird in New York eröffnet.
- Frühjahr: Die nach Plänen des Architekten Johann Jakob Stehlin-Burckhardt errichtete Kunsthalle Basel wird durch den Präsidenten des Basler Kunstvereins, Johann Jakob Im Hof, eröffnet.
- Juli: Das von Königin Victoria als Erinnerung an ihren verstorbenen Gatten Albert von Sachsen-Coburg und Gotha in Auftrag gegebene Albert Memorial in London, entworfen und in den Jahren von 1864 bis 1875 im neugotischen Stil errichtet von Sir George Gilbert Scott, wird feierlich eröffnet.

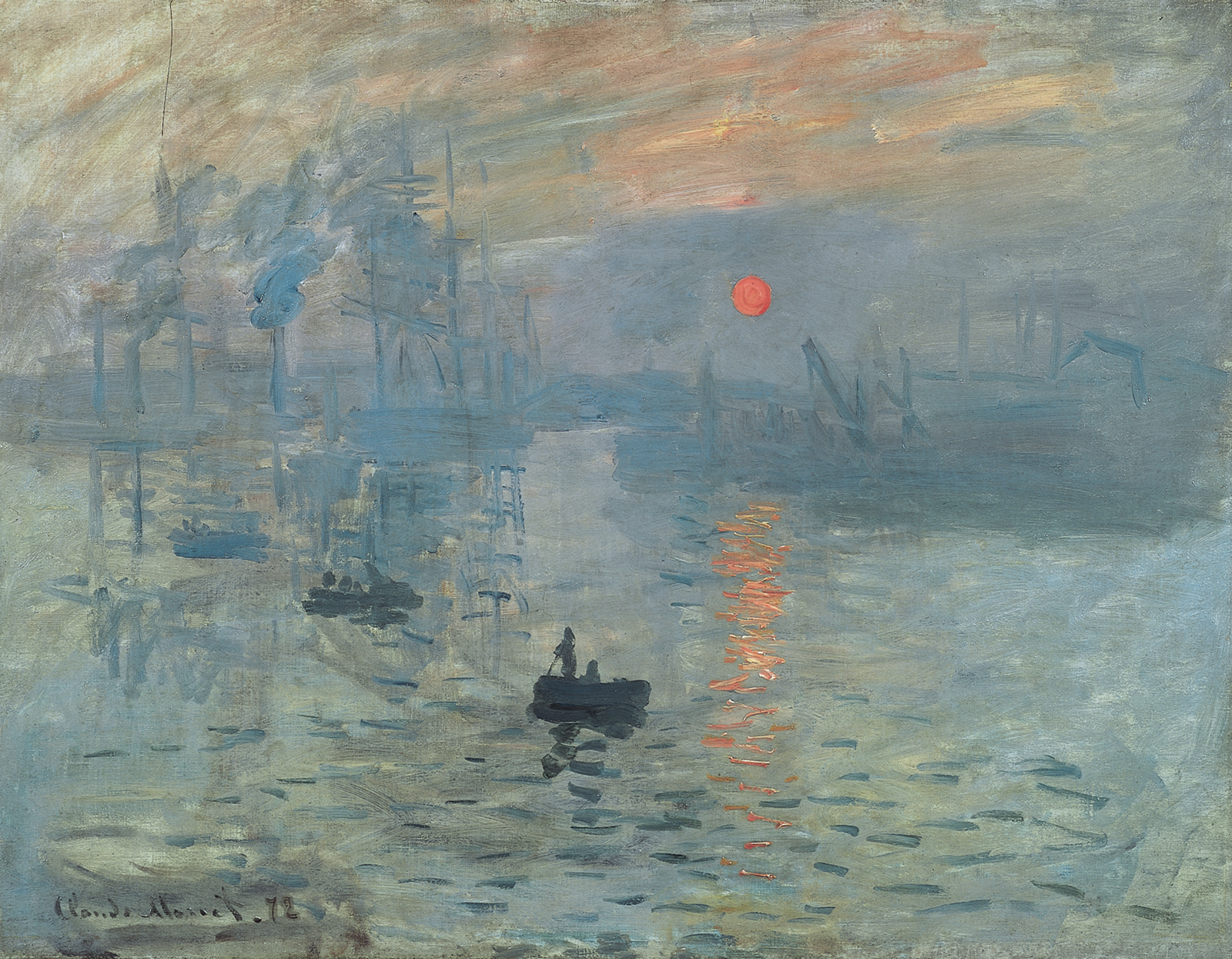
Impression, soleil levant, Öl auf Leinwand

- Claude Monet malt das Bild Impression, soleil levant, das dem Impressionismus seinen Namen gibt.
- Édouard Manet malt in Öl auf Leinwand das Bild Berthe Morisot mit Veilchenstrauß. Dargestellt ist die mit Manet befreundete Malerin Berthe Morisot, die seit 1868 sein bevorzugtes Modell ist. Mit dem Bild als Vorlage schafft Manet auch eine Radierung und zwei Lithografien, in denen er das Motiv variiert.

#### Musik und Theater
- 15. Januar: Die Uraufführung der komischen Oper Le roi Carotte von Jacques Offenbach mit einem Libretto von Victorien Sardou nach dem Märchen Klein Zaches genannt Zinnober und der Erzählung Die Königsbraut von E. T. A. Hoffmann erfolgt im Théâtre de la Gaîté in Paris.

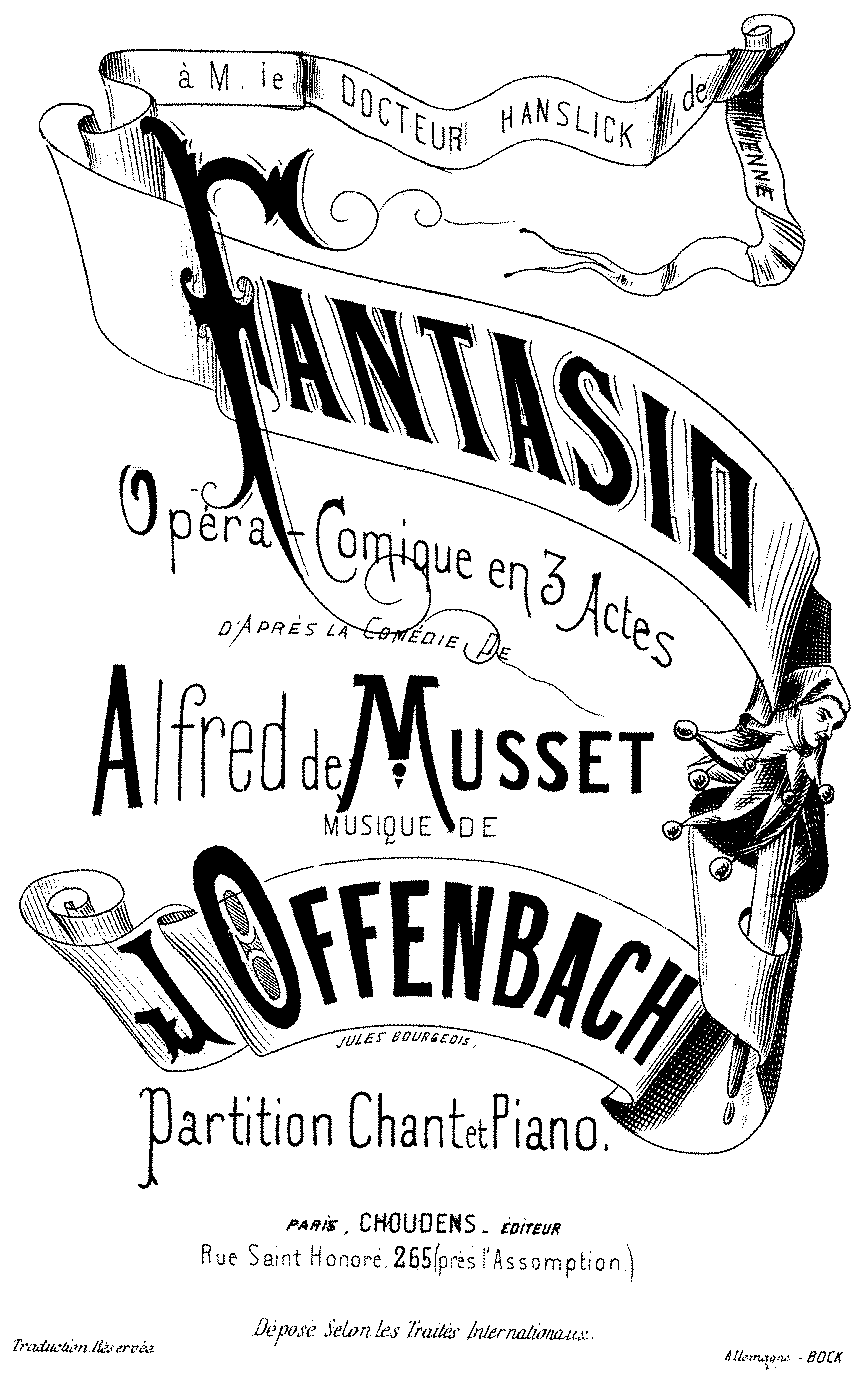
Fantasio – Titelblatt des Klavierauszugs

- 18. Januar: Die Oper Fantasio – ebenfalls von Jacques Offenbach – wird mit dem Libretto von Paul de Musset und Charles Nuitter nach Alfred de Mussets gleichnamiger Komödie in der Opéra-Comique in Paris uraufgeführt. Gleich danach reist Offenbach nach Wien, um im Theater an der Wien am 21. Februar die Premiere der deutschen Fassung aufzuführen. Keiner der beiden Versionen ist ein Erfolg beschieden.
- 22. Mai: Die Oper Djamileh von Georges Bizet auf das Libretto von Louis Gallet wird an der Opéra-Comique in Paris uraufgeführt.
- 22. Mai: Richard Wagner legt den Grundstein für das Bayreuther Festspielhaus.

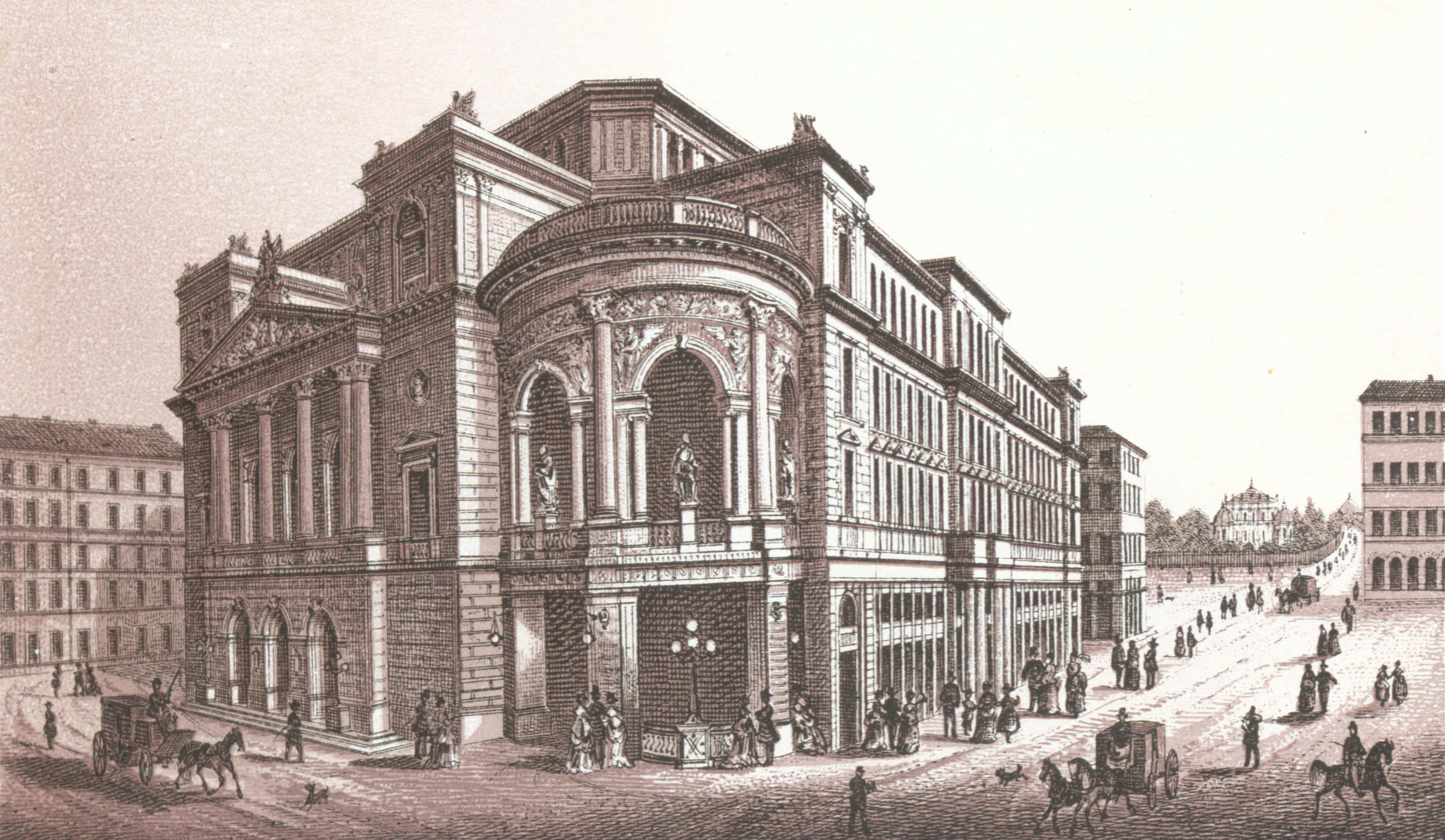
Das Wiener Stadttheater kurz nach der Erbauung

- 15. September: Das von den Architekten Ferdinand Fellner dem Älteren und Ferdinand Fellner dem Jüngeren für eine private AG des Journalisten Max Friedländer und des Theaterautors und -leiters Heinrich Laube erbaute Wiener Stadttheater wird mit Schillers Demetrius in einer Bearbeitung Laubes eröffnet.
- 12. Oktober: Ludwig Anzengrubers Theaterstück Die Kreuzelschreiber hat seine Uraufführung am Theater an der Wien in Wien. Die Musik der Bauernkomödie mit Gesang stammt von Adolf Müller senior.
- 13. Oktober: Das Finnische Nationaltheater wird in Pori ins Leben gerufen.
- Im Londoner Stadtteil Marylebone wird das Trinity College of Music gegründet, um die Ausbildung der Kirchenmusiker zu verbessern. Anfangs nimmt das College nur männliche Studenten auf, die zudem der Church of England angehören müssen.

### Natur und Umwelt

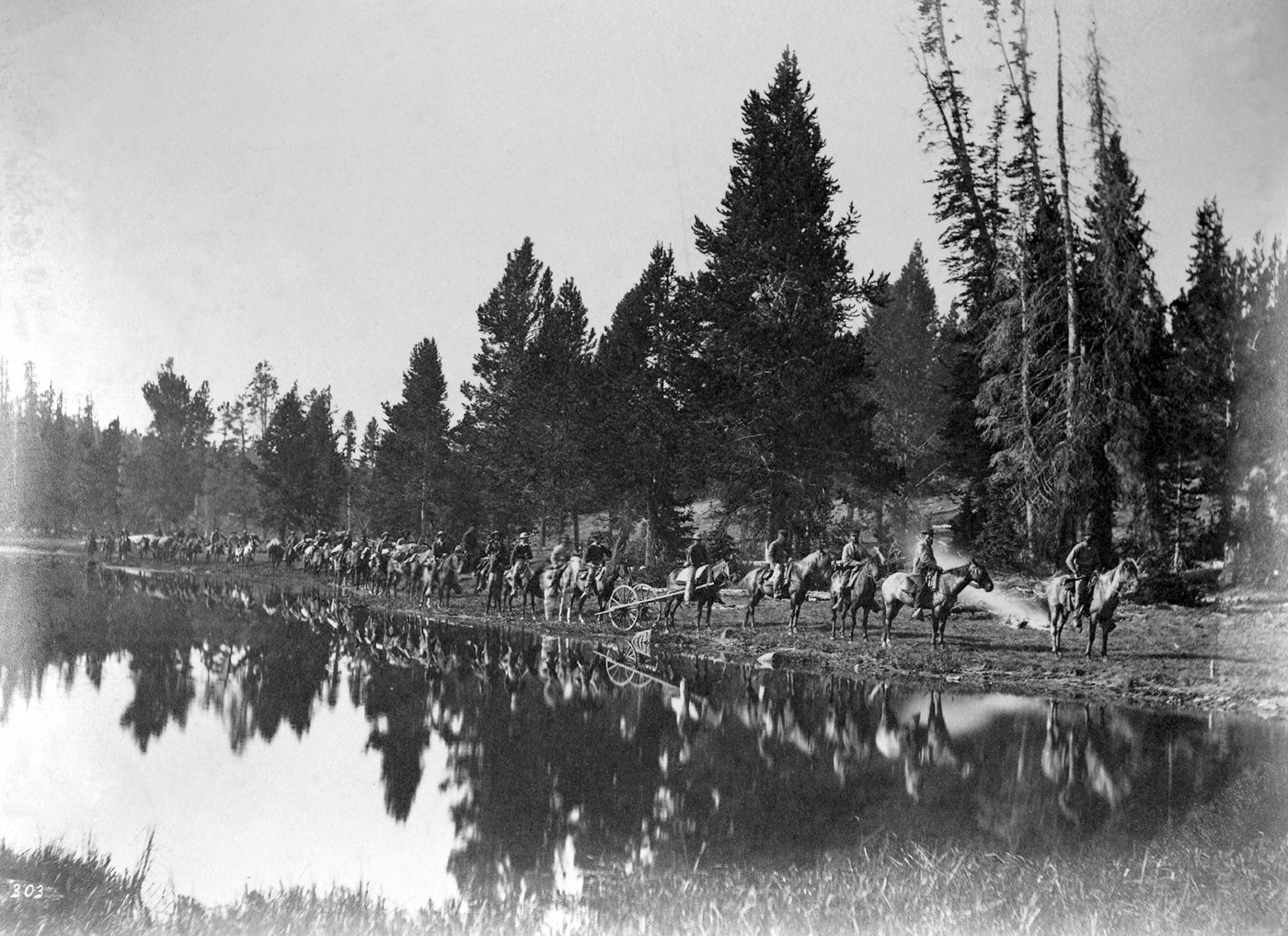
Hayden-Expedition zwischen Yellowstone und East Fork River. Foto von William Henry Jackson

- 1. März: Mit der Unterschrift durch Präsident Ulysses S. Grant erfolgt in den Rocky Mountains im Wyoming-Territorium der Vereinigten Staaten die Gründung des ersten Nationalparks der Welt, des Yellowstone-Nationalparks. Primäres Ziel der Gründung ist nicht der Naturschutz, sondern „ein öffentlicher Park oder Vergnügungspark zur Wohltat und zum Vergnügen der Menschen“. Stark für die Parkgründung lobbyiert hat die Northern Pacific Railway, die hofft, so ihre Züge besser auslasten zu können. Die Berichte und Bilder der Teilnehmer der Hayden-Expedition des Vorjahres in die Yellowstone-Region mit ihren rund 10.000 heißen Quellen, darunter über 500 Geysire, beeindruckten die Parlamentarier in Washington, D.C. sehr und führten zum Beschluss dieses Gesetzes.
- 20. März: Josef Schöffel, der in den vergangenen zwei Jahren eine publizistische Kampagne gegen die Privatisierung und Abholzung des Wienerwaldes geführt hat, wird vom Vorwurf der „Herabwürdigung von Verfügungen der Behörden“ freigesprochen. Die Regierung entzieht dem Finanzministerium daraufhin zugunsten des k.k. Ackerbauministeriums die Verfügung über die Staatsforste. Schöffel gilt heute als „Retter des Wienerwaldes“, eines wichtigen Naherholungsgebiets in der Umgebung von Wien.
- In den Höhlen von Postojna fährt erstmals eine Grottenbahn.

### Religion
- Das Kitab-i-Aqdas, das Heiligste Buch der Bahai, wird von Baha’u’llah niedergeschrieben.

### Katastrophen
- 26. Februar: Bei einem Großbrand wird das Tokioter Geschäftsviertel Ginza völlig zerstört. Nur sechs Tage später beschließt die japanische Regierung, das Gebiet im Stil einer europäischen Prachtstraße wiederzuerrichten.
- 26. März: Erdbeben unbekannter Stärke in Owens Valley, Kalifornien, USA, 27 Tote

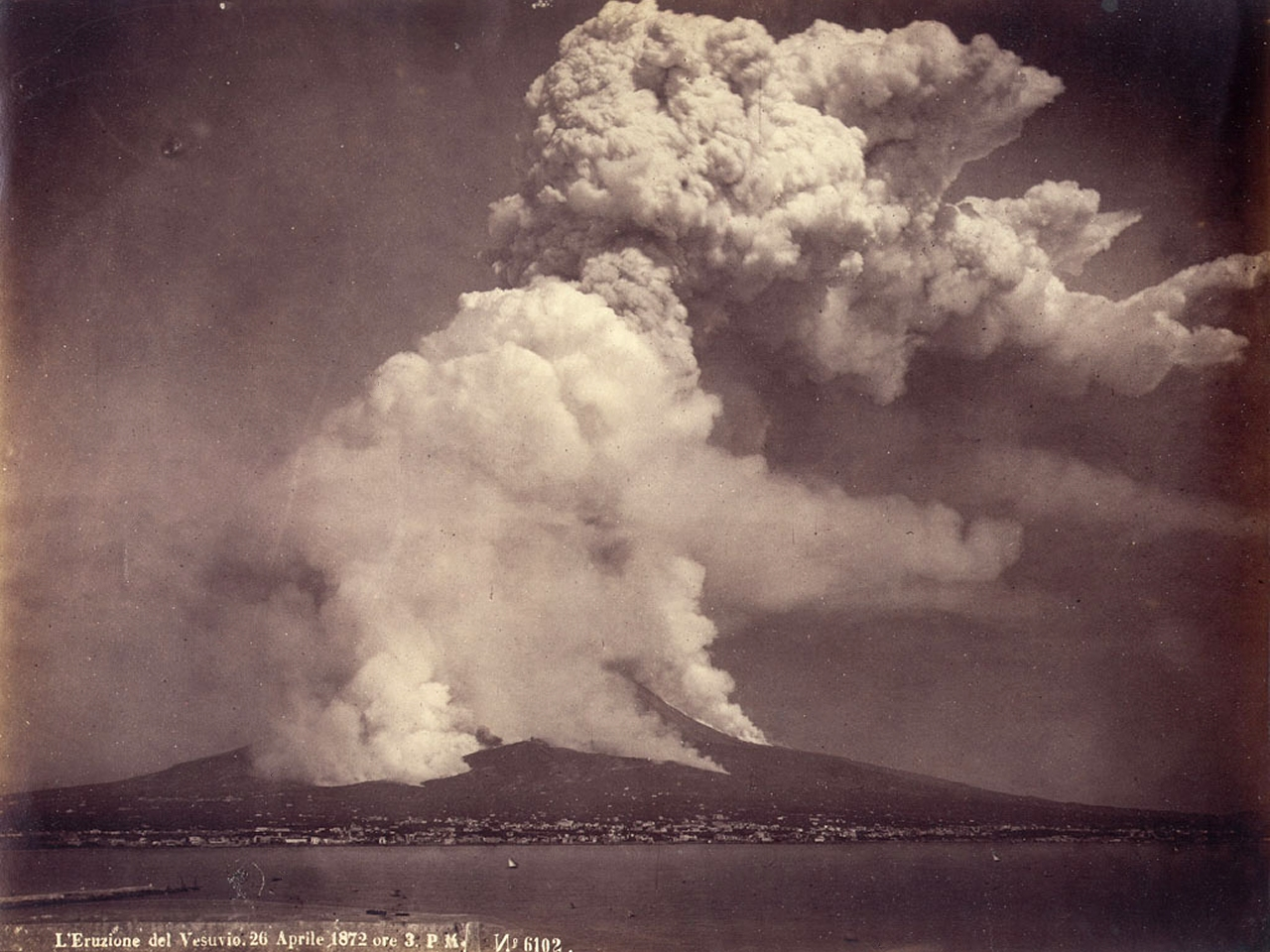
Photographie des Ausbruchs durch Giorgio Sommer von Neapel aus

- 26. April: Ein Ausbruch des Vesuvs zerstört die Orte Massa di Somma und San Sebastiano al Vesuvio und tötet 20 unvorsichtige Schaulustige.
- April: Erdbeben in der Türkei, über 1.000 Tote
- November: In der Nacht vom 12. auf den 13. November wird die gesamte deutsche Ostseeküste von einem schweren Sturmhochwasser heimgesucht, 271 Tote (siehe Ostseesturmhochwasser 1872).
- Im Winter 1872/1873 sterben im Svenskhuset auf Spitzbergen 17 norwegische Robbenjäger an Bleivergiftung durch den Verzehr von Dosennahrung.

### Sport
- 16. März: In Großbritannien wird das erste Pokalendspiel im Fußball angepfiffen. Der Wanderers FC gewinnt mit einem 1:0 gegen die Royal Engineers den FA Cup.
- 30. November: Das erste Fußballländerspiel wird von Schottland und England in Glasgow ausgetragen und endet mit 0:0.
- Das bereits bekannte Badminton-Spiel wird vom Duke of Beaufort zum ersten Mal auf seinem Landsitz Badminton in England vorgestellt.

## Geboren

### Januar
- 04. Januar: Karl Segebrock, deutsch-baltischer Missionar und evangelischer Märtyrer († 1896)
- 04. Januar: Edmund Rumpler, österreichischer Automobil- und Flugzeugbauer († 1940)
- 06. Januar: Franz Hoffmann, österreichischer Militärkapellmeister und Komponist († 1946)
- 06. Januar: Alexander Nikolajewitsch Skrjabin, russischer Pianist und Komponist († 1915)
- 09. Januar: Emma Grolimund, Schweizer Schriftstellerin und Lehrerin († 1944)
- 09. Januar: Ivar Lykke, norwegischer konservativer Politiker († 1949)
- 10. Januar: Howard Chandler Christy, US-amerikanischer Maler († 1952)
- 10. Januar: Frederic Storck, rumänischer Bildhauer († 1942)
- 11. Januar: Paul Graener, deutscher Komponist († 1944)
- 11. Januar: George Joseph Smith, britischer Serienmörder († 1915)
- 12. Januar: Beatrice Langley, englische Geigerin († 1958)
- 15. Januar: Hirakushi Denchū, japanischer Bildhauer der Taishō- und Shōwa-Zeit († 1979)
- 15. Januar: Arsen Borissowitsch Kozojew, sowjetischer Schriftsteller († 1944)
- 15. Januar: Ludvig Mylius-Erichsen, dänischer Grönlandforscher († 1907)
- 16. Januar: Henri Busser, französischer Komponist († 1973)
- 16. Januar: Edward Gordon Craig, englischer Schauspieler, Regisseur und Theatertheoretiker († 1966)
- 18. Januar: Philippe Emmanuel d’Orléans, französischer Adliger († 1931)
- 18. Januar: Wilhelm Thiele, preußischer Maler († 1939)
- 19. Januar: Heinrich Laufenberg, deutscher Historiker, Journalist und Politiker († 1932)
- 19. Januar: Rosina Storchio, italienische Opernsängerin († 1945)
- 20. Januar: Harriet Straub, deutsche Ärztin und Schriftstellerin († 1945)
- 22. Januar: Nikolaus von Griechenland, griechischer Prinz († 1938)
- 23. Januar: Paul Langevin, französischer Physiker († 1946)
- 23. Januar: Paul Mebes, deutscher Architekt und Architekturtheoretiker († 1938)
- 23. Januar: Jože Plečnik, slowenischer Architekt († 1957)
- 24. Januar: John W. Harreld, US-amerikanischer Politiker († 1950)
- 24. Januar: Morris William Travers, englischer Chemiker († 1961)
- 27. Januar: Lipót Aschner, ungarischer Industrieller († 1952)

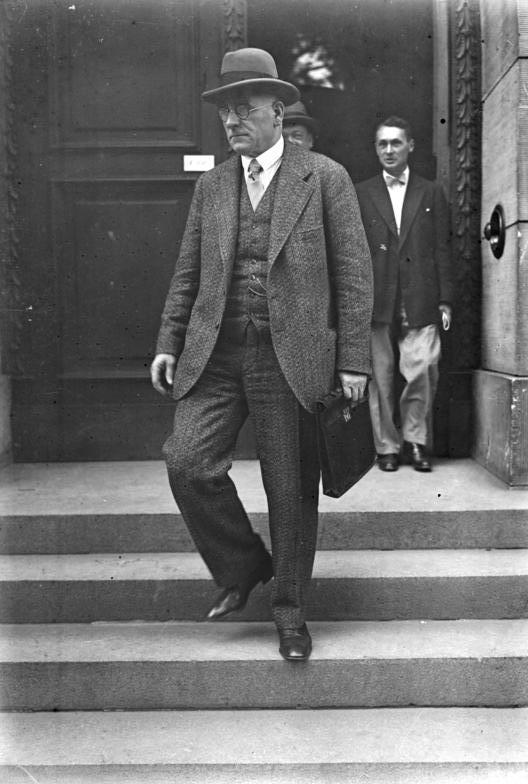
Otto Braun, 1930

- 28. Januar: Otto Braun, deutscher Politiker der Weimarer Republik († 1955)
- 31. Januar: Zane Grey, US-amerikanischer Schriftsteller († 1939)

### Februar

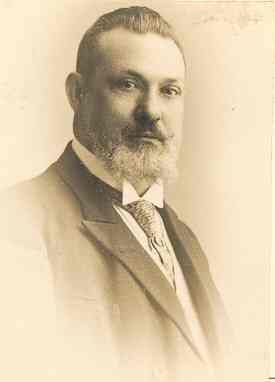
Tomé José de Barros Queirós

- 02. Februar: Tomé José de Barros Queirós, portugiesischer Finanzminister und Ministerpräsident († 1925)
- 03. Februar: Paul Fischer, württembergischer Fotograf, Immobilienmakler und Gemeinderat († 1947)
- 08. Februar: Theodor Lessing, deutscher Philosoph und Publizist († 1933)
- 09. Februar: Karl Prinz, österreichischer Altphilologe († 1945)
- 11. Februar: Edward Johnston, britischer Kalligraf, Typograf und Lehrer († 1944)
- 12. Februar: Conrad Heese, deutscher Rechtsanwalt und Justizrat († 1945)
- 12. Februar: Diedrich Speckmann, deutscher Schriftsteller († 1938)
- 17. Februar: Wilhelm Kaufmann, deutscher Kunstturner
- 17. Februar: Alfred Schulte, Oberbürgermeister von Wiesbaden († 1957)
- 18. Februar: Fernand Halphen, französischer Komponist († 1917)
- 20. Februar: Herbert Hadley, US-amerikanischer Politiker († 1927)
- 21. Februar: William John Gies, US-amerikanischer Biochemiker und Zahnarzt († 1956)
- 27. Februar: Ellery Sedgwick, US-amerikanischer Schriftsteller († 1960)

### März
- 02. März: Rudolf Helm, deutscher Altphilologe († 1966)
- 03. März: Wilhelm Ahrens, deutscher Mathematiker und Schriftsteller († 1927)
- 06. März: Johan Bojer, norwegischer Schriftsteller († 1959)
- 07. März: Carl August Brückner, deutscher Begründer des Reformiert-Apostolischen Gemeindebundes († 1949)
- 07. März: Piet Mondrian, niederländischer Maler († 1944)
- 07. März: Giuseppe Pometta, Schweizer Lehrer und Historiker († 1963)
- 07. März: Wassili Andrejewitsch Solotarjow, russischer Komponist († 1964)
- 08. März: Paul Juon, russischer Komponist († 1940)
- 09. März: Tom Delahanty, US-amerikanischer Baseballspieler († 1951)
- 10. März: Christo Matow, bulgarisch-makedonischer Revolutionär († 1922)
- 10. März: Camillo Schumann, deutscher spätromantischer Komponist († 1946)
- 10. März: Aron Solz, russischer Jurist und Revolutionär († 1945)
- 11. März: Olga Prager, österreichische Malerin († 1930)
- 12. März: Ernst Hottenroth, deutscher Bildhauer († 1908)
- 13. März: Josef Rosemeyer, deutscher Bahnradfahrer, Erfinder und Unternehmer († 1919)
- 14. März: William Emerson Brock, US-amerikanischer Politiker († 1950)
- 18. März: Charles Laban Abernethy, US-amerikanischer Politiker († 1955)
- 19. März: Josep Berga i Boada, katalanischer Maler, Zeichner, Illustrator und Schriftsteller († 1923)
- 19. März: Siegmund Hellmann, deutscher Historiker († 1942)
- 20. März: Ernst Ewert, deutscher Versicherungsfachmann, Verleger und Schriftsteller († nicht ermittelt)
- 20. März: Bernhard Goldenberg, deutscher Ingenieur († 1917)
- 20. März: Antonio Vela, spanischer Ruderer († 1950)
- 22. März: Fritz Stüber-Gunther, österreichischer Schriftsteller († 1922)
- 24. März: Édouard Nanny, französischer Kontrabassist und Komponist († 1942)
- 26. März: Émile Armand, französischer Anarchist und Autor († 1962)
- 28. März: José Sanjurjo, spanischer General († 1936)
- 29. März: Alphonse Boog, französischer Komponist, Pädagoge und Historiker († 1949)
- 30. März: Frederic Austin, englischer Opernsänger und Komponist († 1952)
- 30. März: Sergei Wassilenko, russischer Komponist und Dirigent († 1956)
- 31. März: Sergei Djagilew, russischer Herausgeber, Kunstkritiker und Kurator († 1929)
- 31. März: Arthur Griffith, irischer Politiker († 1922)
- 31. März: Alexandra Kollontai, russische Revolutionärin und Diplomatin († 1952)

### April
- 01. April: Conrad Gröber, deutscher Bischof († 1948)
- 02. April: Ludwig Habich, deutscher Bildhauer († 1949)
- 02. April: Alois Scheiwiler, Bischof von St. Gallen († 1938)
- 03. April: William Hughes, US-amerikanischer Politiker († 1918)
- 05. April: Hans Beschorner, deutscher Archivar und Historiker († 1956)
- 05. April: Emmy von Egidy, deutsche Bildhauerin und Schriftstellerin († 1946)
- 07. April: Marie Equi, US-amerikanische Frauenrechtlerin und Ärztin († 1952)
- 09. April: Léon Blum, französischer Politiker († 1950)
- 09. April: Emil Hagmann, deutscher Politiker († 1919)
- 11. April: Asdreni, albanischer Dichter († 1947)
- 12. April: Georges Urbain, französischer Chemiker († 1938)
- 13. April: Alexander Roda Roda, österreichischer Schriftsteller und Publizist († 1945)
- 19. April: Alice Salomon, Sozialreformerin in der deutschen Frauenbewegung († 1948)
- 21. April: Billy Bitzer, US-amerikanischer Kameramann († 1944)
- 22. April: Kurt Klamroth, deutscher Unternehmer († 1947)
- 23. April: Nathan P. Bryan, US-amerikanischer Politiker († 1935)
- 23. April: Arthur Farwell, US-amerikanischer Komponist († 1952)
- 25. April: Albrecht Bethe, deutscher Physiologe († 1954)
- 29. April: Eyvind Alnæs, norwegischer Komponist († 1932)

### Mai
- 01. Mai: Hugo Alfvén, schwedischer Komponist und Dirigent († 1960)
- 01. Mai: Sidónio Pais, portugiesischer Militär und Putschist, später Präsident († 1918)
- 03. Mai: Pierre Lafitte, französischer Verleger und Journalist († 1938)
- 03. Mai: Símun av Skarði, einer der Begründer der Volkshochschule der Färöer († 1942)
- 05. Mai: Georges Grente, französischer Geistlicher, Bischof von Le Mans und Kardinal der römisch-katholischen Kirche († 1959)
- 06. Mai: Cemal Pascha, türkischer General und Politiker († 1922)
- 06. Mai: Willem de Sitter, niederländischer Astronom († 1934)
- 08. Mai: Friedrich Ludwig, deutscher Musikhistoriker († 1930)
- 10. Mai: Franz Johann Ludwig August Adenauer, deutscher Jurist († 1952)
- 10. Mai: Marcel Mauss, französischer Ethnologe († 1950)
- 11. Mai: Maximilian Bayer, deutscher Offizier, Pfadfinder († 1917)
- 12. Mai: Eduard „Ede“ Telcs, ungarischer Bildhauer und Medailleur († 1948)
- 14. Mai: Marcel Renault, französischer Automobilkonstrukteur und -rennfahrer († 1903)
- 16. Mai: Bernhard Pankok, deutscher Architekt und Designer († 1943)
- 17. Mai: Peter Goessler, deutscher Archäologe († 1956)
- 18. Mai: Bertrand Russell, britischer Mathematiker und Philosoph († 1970)
- 20. Mai: Albert Steinrück, deutscher Schauspieler († 1929)
- 21. Mai: Charles Guérin, französischer Geistlicher und römisch-katholischer Präfekt von Ghardaia († 1910)
- 21. Mai: Henri Jeannin, französisch-deutscher Rennfahrer und Unternehmer († 1973)
- 23. Mai: Julio Acosta García, Präsident von Costa Rica († 1954)
- 26. Mai: António Maria da Silva, portugiesischer Politiker und mehrmaliger Ministerpräsident Portugals († 1950)
- 27. Mai: Fanny Moser, Schweizer Zoologin und Parapsychologin († 1953)
- 28. Mai: Otto Bahr Halvorsen, norwegischer Jurist und konservativer Politiker der Høyre († 1923)
- 31. Mai: Charles Greeley Abbot, US-amerikanischer Astrophysiker († 1973)

### Juni
- 03. Juni: Habibullah Khan, Emir von Afghanistan († 1919)
- 04. Juni: William Willard Ashe, US-amerikanischer Botaniker und Forstmann († 1932)
- 05. Juni: Cesare Galeotti, italienischer Komponist, Dirigent und Pianist († 1929)
- 06. Juni: Alix von Hessen-Darmstadt, Ehefrau von Zar Nikolaus II. († 1918)
- 07. Juni: Raymund Brachmann, deutscher Architekt († 1953)
- 07. Juni: Leonid Sobinow, russischer Opernsänger († 1934)
- 08. Juni: Francesco Morano, italienischer Kardinal der römisch-katholischen Kirche († 1968)
- 08. Juni: Wilhelm Ohnesorge, deutscher Politiker und Postminister (1937–1945) († 1962)
- 10. Juni: Guy Park, US-amerikanischer Politiker († 1946)
- 10. Juni: Pedro Reszka, chilenischer Maler († 1960)
- 13. Juni: Hans Erlwein, deutscher Baumeister († 1914)
- 13. Juni: Jan Szczepanik, polnischer Chemiker und Erfinder († 1926)
- 16. Juni: Hermann Hiltl, Offizier der k.u.k. Armee und Führer der Frontkämpfervereinigung Deutsch-Österreichs († 1930)
- 17. Juni: Bonaventura Cerretti, italienischer Kardinal der römisch-katholischen Kirche († 1933)
- 17. Juni: Mieczysław Michałowicz, polnischer Geiger und Musikpädagoge († nach 1935)
- 18. Juni: Matti Aikio, norwegischer Dichter († 1929)
- 19. Juni: Beatrix Farrand, US-amerikanische Landschaftsarchitektin († 1959)
- 20. Juni: Hermann Bergengruen, deutsch-baltischer Theologe und evangelischer Märtyrer († 1919)
- 20. Juni: Bernhard Sekles, deutscher Komponist und Musikpädagoge († 1934)
- 21. Juni: Mohammed Ali Schah, Schah von Persien († 1925)
- 30. Juni: Hugo Frederik Nierstrasz, niederländischer Zoologe († 1937)

### Juli
- 01. Juli: Louis Blériot, französischer Luftfahrtpionier († 1936)
- 04. Juli: Calvin Coolidge, US-amerikanischer Politiker, 30. Präsident der USA († 1933)
- 04. Juli: Eugenie Schwarzwald, österreichische Pädagogin († 1940)
- 04. Juli: Käthe Papke, deutsche Heimatschriftstellerin († 1951)
- 04. Juli: Adam David, Schweizer Afrikaforscher und Großwildjäger († 1959)
- 08. Juli: Sasaki Nobutsuna, japanischer Schriftsteller († 1963)
- 08. Juli: Heinrich Strieffler, deutscher Maler († 1949)
- 10. Juli: Jacques Bizet, französischer Unternehmer und Schriftsteller († 1922)
- 12. Juli: Emil Hácha, tschechischer Präsident des Protektorats Böhmen und Mähren († 1945)
- 14. Juli: Irene Abendroth, deutsche Kammersängerin († 1932)
- 15. Juli: Alfred Hertz, US-amerikanischer Dirigent deutscher Herkunft († 1942)
- 15. Juli: Arschak Tschobanjan, armenischer Schriftsteller († 1954)

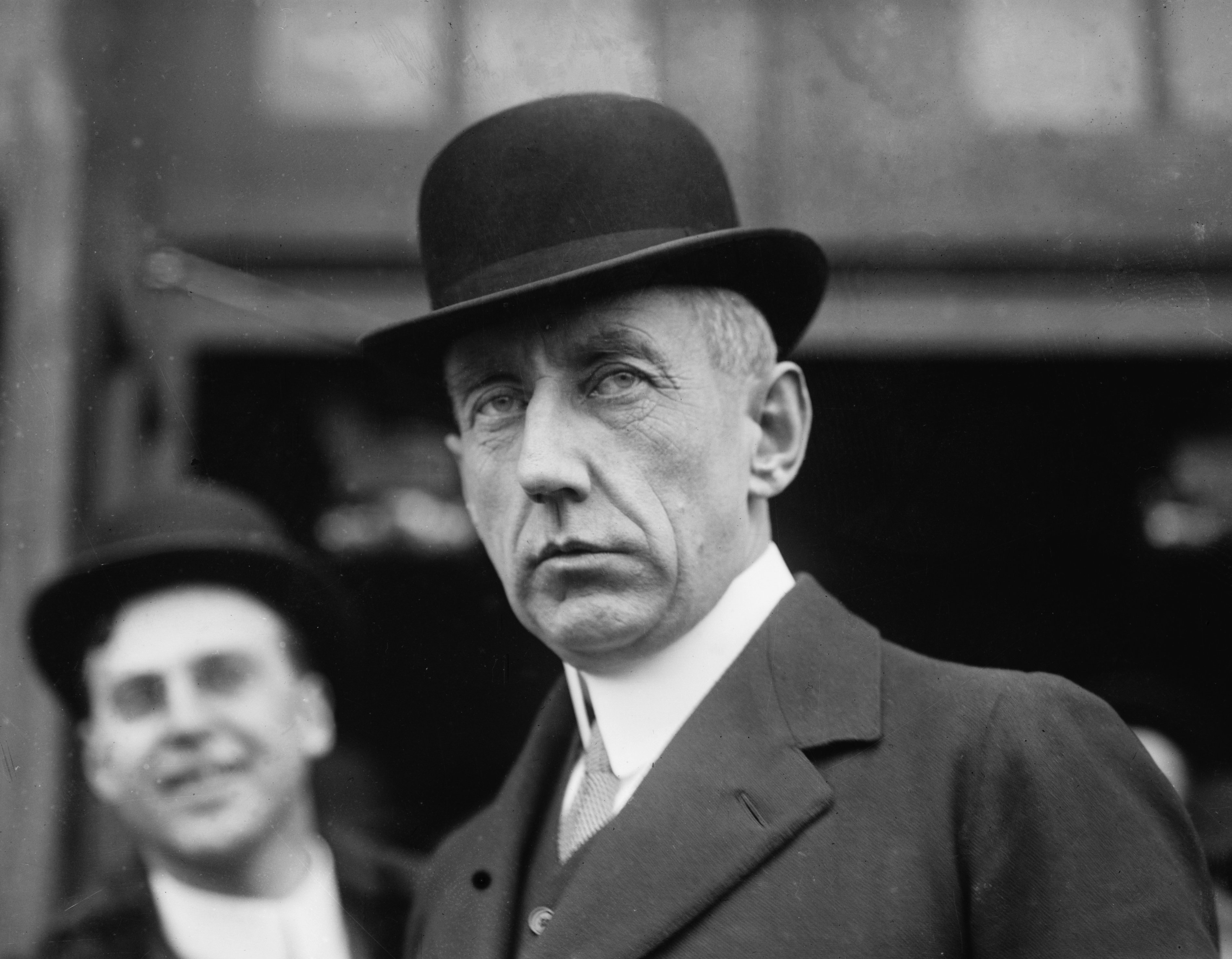
Roald Amundsen, 1913

- 16. Juli: Roald Amundsen, norwegischer Polarforscher († 1928)
- 16. Juli: Kurt Strümpell, deutscher Kolonialoffizier († 1947)
- 18. Juli: Julius Fučík, böhmischer Komponist und Kapellmeister († 1916)
- 19. Juli: Rudolph Laver, australisch-deutscher Elektrotechniker († 1946)
- 19. Juli: Arnold Zimmermann, Schweizer evangelischer Geistlicher und Heimatforscher († 1951)
- 22. Juli: Karl Helfferich, deutscher Politiker und Bankier († 1924)
- 23. Juli: Edward Adrian Wilson, englischer Polarforscher, Arzt und Ornithologe († 1912)
- 24. Juli: Orpha-F. Deveaux, kanadischer Organist, Musiklehrer und Komponist († 1933)
- 26. Juli: Ludwig Anton, österreichischer Schriftsteller und Arzt († 1941)
- 26. Juli: Albert Bertelin, französischer Komponist († 1951)
- 27. Juli: Else Lüders, Politikerin († 1948)
- 28. Juli: Percy Moreau Ashburn, US-amerikanischer Mediziner und Militärarzt († 1940)
- 30. Juli: Clementine von Belgien, Prinzessin von Belgien († 1955)
- 30. Juli: Max Pohlenz, deutscher Altphilologe († 1962)

### August

Haakon VII., 1905

- 03. August: Haakon VII., König von Norwegen († 1957)
- 03. August: Christian Schreiber, deutscher Geistlicher († 1933)
- 04. August: Otto Erler, deutscher Dramatiker († 1943)
- 05. August: Theresia Albers, deutsche Lehrerin und Ordensgründerin († 1949)
- 07. August: Andries Cornelis Dirk de Graeff, Generalgouverneur von Niederländisch-Indien und niederländischer Außenminister († 1957)
- 08. August: Léon Saint-Réquier, französischer Komponist, Organist und Musikpädagoge († 1964)
- 09. August: Angelo Rotta, apostolischer Nuntius in Budapest († 1965)
- 10. August: Fritz Lau, niederdeutscher Schriftsteller († 1966)
- 10. August: Engelbert-Maria, Herzog von Arenberg († 1949)
- 11. August: Ernst Hoff, deutscher Verbandsfunktionär († 1932)
- 13. August: Richard Martin Willstätter, deutscher Chemiker († 1942)

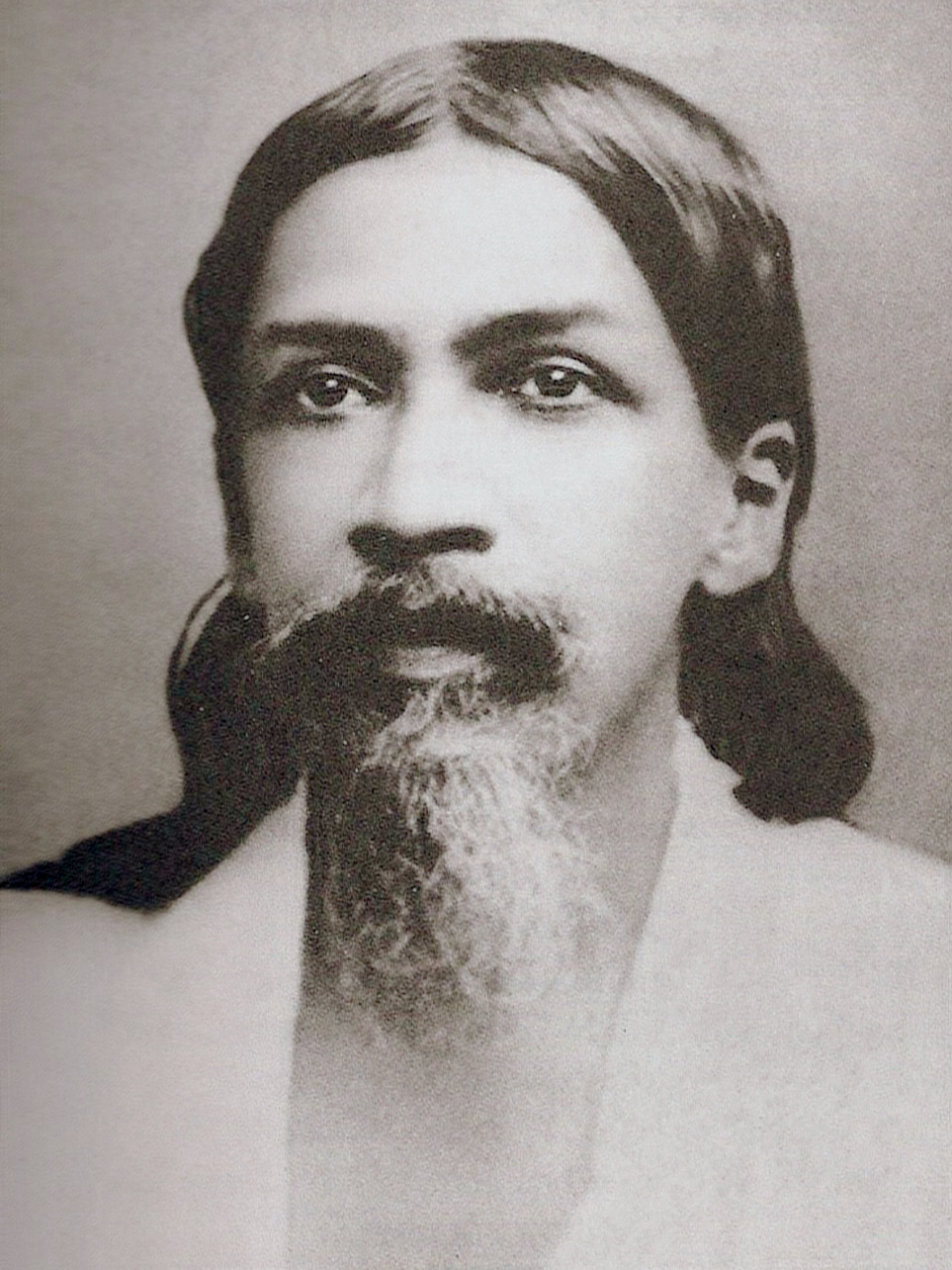
Sri Aurobindo;
Aufnahme um 1900

- 15. August: Sri Aurobindo, indischer Philosoph und Guru, Entwickler des Integralen Yoga († 1950)
- 15. August: Rubin Goldmark, US-amerikanischer Pianist und Komponist († 1936)
- 15. August: James Vibert, Schweizer Bildhauer († 1942)
- 16. August: Jane Atché, französische Malerin, Grafikerin und Plakatkünstlerin († 1937)
- 16. August: Siegmund von Hausegger, österreichischer Komponist und Dirigent († 1948)
- 18. August: René Victor Auberjonois, schweizerischer Maler († 1957)
- 18. August: Hugo Bettauer, österreichischer Schriftsteller († 1925)
- 20. August: Henry Ernest Atkins, englischer Schachspieler († 1955)
- 20. August: Paul von Winterfeld, deutscher Altphilologe († 1905)
- 21. August: Aubrey Beardsley, britischer Dichter, Zeichner, Graphiker, Karikaturist und Illustrator († 1898)
- 21. August: George White, US-amerikanischer Politiker († 1953)
- 22. August: Wilhelm Jänecke, deutscher Architekt, Kunsthistoriker, preußischer Baubeamter und Hochschullehrer († 1928)
- 23. August: Elsa Neumann, deutsche Physikerin († 1902)
- 24. August: Max Beerbohm, britischer Parodist und Karikaturist († 1956)
- 24. August: Leo Schrattenholz, deutscher Komponist, Cellist und Musikpädagoge († 1955)
- 25. August: Louis Brisset, französischer Komponist († 1939)
- 27. August: Giovanni Battista Nasalli Rocca di Corneliano, italienischer römisch-katholischer Kardinal († 1952)

### September
- 04. September: Pietro Fumasoni Biondi, italienischer Kardinal der römisch-katholischen Kirche († 1960)
- 05. September: Anton Staus, deutscher Maschinenbauer und Astronom († 1955)
- 05. September: Rafael J. Tello, mexikanischer Komponist († 1961)
- 05. September: Carl Friedrich von Siemens, deutscher Industrieller († 1941)
- 05. September: Carlo von Erlanger, deutscher Ornithologe und Forschungsreisender († 1904)
- 08. September: George Henry Dern, US-amerikanischer Politiker († 1936)
- 09. September: Edward Burlingame Hill, US-amerikanischer Komponist († 1960)
- 10. September: Wladimir Klawdijewitsch Arsenjew, russischer Forschungsreisender und Schriftsteller († 1930)
- 12. September: Heinrich Schulz, deutscher Politiker († 1932)
- 15. September: Ina von Grumbkow, deutsche Abenteurerin und Autorin († 1942)
- 17. September: Florencio Harmodio Arosemena, panamaischer Staatspräsident († 1945)
- 18. September: Carl Friedberg, deutscher Pianist und Musikpädagoge († 1955)
- 18. September: Adolf Schmal, österreichischer Fecht- und Radsportler († 1919)
- 21. September: Octave Guillonnet, französischer Maler († 1967)
- 22. September: Eleanor Hallowell Abbott, US-amerikanische Dichterin, Romanschriftstellerin und Kinderbuchautorin († 1958)
- 22. September: Sergei Aleksandrovich Buturlin, russischer Ornithologe († 1938)
- 22. September: Walter Henry Rothwell, englischer Dirigent († 1927)
- 24. September: Carlo Graf Sforza, italienischer Politiker, Antifaschist († 1952)
- 25. September: Paul Reinecke, deutscher Archäologe († 1958)
- 26. September: Ottokar Theobald Graf Czernin von und zu Chudenitz, deutscher Diplomat († 1932)
- 27. September: Karl Scheurer, Schweizer Politiker († 1929)
- 28. September: Richard Alexander Georg Wühner, estnischer Pastor und evangelischer Märtyrer († 1919)
- 28. September: Georg Herting, deutscher Bildhauer († 1951)
- 28. September: Franz John, deutscher Fußballfunktionär und Fotograf († 1952)
- 30. September: Wilhelm Lobsien, deutscher Schriftsteller († 1947)

### Oktober
- 03. Oktober: Hermann Anschütz-Kaempfe, deutscher Erfinder des Kreiselkompass († 1931)
- 04. Oktober: Hans Rudolf Emil Ludwig Arnsperger, deutscher Internist († 1955)
- 05. Oktober: Agustín Parrado García, Erzbischof von Granada und Kardinal († 1946)
- 05. Oktober: Friedrich Rittelmeyer, deutscher evangelischer Theologe († 1938)
- 07. Oktober: Martha Koepp-Susemihl, deutsche Malerin († 1936)
- 11. Oktober: Emily Davison, englische Suffragette († 1913)
- 11. Oktober: Reinder Pieter van Calcar, niederländischer Bakteriologe († 1957)
- 12. Oktober: Ralph Vaughan Williams, englischer Komponist und Dirigent († 1958)
- 14. Oktober: Reginald Doherty, englischer Tennisspieler († 1910)
- 15. Oktober: Wilhelm Miklas, österreichischer Politiker († 1956)
- 15. Oktober: Ben Olcott, US-amerikanischer Politiker († 1952)
- 17. Oktober: Madeleine Rolland, französische Übersetzerin und Pazifistin († 1960)
- 19. Oktober: Jacques E. Brandenberger, Schweizer Chemiker und Textilingenieur, Erfinder des Cellophan († 1954)
- 20. Oktober: Anton Feith, deutscher Orgelbauer († 1929)
- 22. Oktober: Alessio Ascalesi, italienischer Geistlicher, Erzbischof von Neapel und Kardinal († 1952)
- 25. Oktober: Alexander Hardcastle, Kapitän der britischen Marine und Amateurarchäologe († 1933)
- 25. Oktober: Franc-Nohain, französischer Schriftsteller und Librettist († 1934)
- 25. Oktober: Jacob Weber, deutscher Politiker († 1944)
- 26. Oktober: Harold Fraser, US-amerikanischer Golfspieler († 1945)
- 29. Oktober: Hermann Haack, deutscher Kartograph († 1966)
- 30. Oktober: Heinrich Engels, Offizial im Erzbistum Köln († 1943)

### November
- 01. November: Friedrich Funder, österreichischer Journalist und Publizist, Herausgeber der Wiener Tageszeitung Reichspost († 1959)
- 03. November: Paul Panzer, deutscher Schauspieler († 1958)
- 04. November: Max Heldt, deutscher Politiker († 1933)
- 05. November: Gustav Casmir, deutscher Fechter († 1910)
- 08. November: Martin Onslow Forster, britischer Chemiker († 1945)
- 09. November: Raissa Adler, österreichische Frauenrechtlerin († 1962)
- 10. November: Jakob Bürki, Schweizer Lehrer und Verfasser von Berner Mundarterzählungen († 1939)
- 10. November: Michail Jewsejewitsch Bukinik, russischer Cellist, Komponist, Musikpädagoge und Musikkritiker († 1947)
- 11. November: Maude Ewing Adams Kiskadden, US-amerikanische Theaterschauspielerin († 1953)
- 12. November: Hermann Röchling, deutscher Montanunternehmer († 1955)
- 12. November: Édouard Dubuc, französischer Antisemit († 1945)
- 12. November: Otto Schlüter, deutscher Siedlungsgeograph († 1959)
- 13. November: Paul Askonas, österreichischer Schauspieler († 1935)
- 15. November: Hans Dominik, deutscher Ingenieur, Zukunftsroman- und Sachbuchautor († 1945)
- 15. November: Okamoto Kidō, japanischer Dramatiker († 1939)
- 24. November: Georgi Wassiljewitsch Tschitscherin, russischer Politiker und Außenminister († 1936)
- 25. November: Robert de Flers, französischer Dramatiker und Journalist († 1927)
- 26. November: Cläre Stinnes, deutsche Unternehmerin, Ehefrau des Ruhrindustriellen Hugo Stinnes († 1973)
- 27. November: Robert Franz Arnold, österreichischer Literaturhistoriker und Bibliothekar († 1938)
- 30. November: George Balfour, US-amerikanischer Ingenieur, Unternehmer, Parlamentsabgeordneter († 1941)
- 30. November: Morris Fuller Benton, US-amerikanischer Ingenieur und Typograf († 1948)
- 30. November: John McCrae, kanadischer Dichter, Schriftsteller und Mediziner († 1918)
- 30. November: Otto Richter, deutscher Politiker, Mitbegründer der Magdeburger Baugenossenschaftsbewegung († 1927)

### Dezember
- 01. Dezember: Eduard Paul Benedict Frese, deutsch-baltischer Geistlicher und evangelischer Bekenner († 1919)
- 03. Dezember: Guido Holzknecht, österreichischer Arzt und Radiologe († 1931)
- 05. Dezember: Harry Nelson Pillsbury, US-amerikanischer Schachspieler († 1906)
- 07. Dezember: Johan Huizinga, niederländischer Kulturhistoriker († 1945)
- 09. Dezember: Thomas W. Hardwick, US-amerikanischer Politiker, Gouverneur von Georgia († 1944)
- 10. Dezember: Ludwig Klages, deutscher Lebensphilosoph und Psychologe († 1956)
- 12. Dezember: Bruno Cassirer, deutscher Verleger und Galerist († 1941)
- 12. Dezember: Karel Hoffmann, tschechischer Geiger und Musikpädagoge († 1936)
- 12. Dezember: Heinrich Vogeler, deutscher Künstler († 1942)
- 13. Dezember: Colette Reynaud, französische Journalistin († 1965)
- 16. Dezember: Anton Iwanowitsch Denikin, russischer General († 1947)
- 18. Dezember: Abdullah Abdurahman, südafrikanischer Politiker († 1940)
- 24. Dezember: Frederick Semple, US-amerikanischer Golf- und Tennisspieler († 1927)
- 25. Dezember: Naum Aronson, russisch-französischer Bildhauer († 1943)
- 25. Dezember: Helena Rubinstein, US-amerikanische Kosmetik-Unternehmerin († 1965)
- 29. Dezember: Charles Faroux, französischer Motorsportfunktionär und Rennleiter († 1957)
- 30. Dezember: Jonathan Honorez, französischer Turner († 1941)
- 30. Dezember: William Larned, US-amerikanischer Tennisspieler († 1926)

### Genaues Geburtsdatum unbekannt
- Marinos Antypas, griechischer Journalist († 1907)
- Theodor Makridi, osmanischer Beamter und Museumskurator († 1940)
- Hassan Pirnia, iranischer Politiker und Premierminister Irans († 1935)

## Gestorben

### Erstes Quartal
- 02. Januar: Wilhelm Löhe, deutscher evangelischer Theologe (* 1808)
- 04. Januar: Arnold Naudain, US-amerikanischer Politiker (* 1790)
- 05. Januar: Kereopa Te Rau, Prophet des Pai Marire, einer Religion der Māori in Neuseeland
- 07. Januar: Archibald Atkinson, US-amerikanischer Politiker (* 1792)
- 13. Januar: Otto von Münchhausen, preußischer Landrat (* 1780)
- 14. Januar: Joseph Christoph Keßler, deutscher Pianist und Komponist (* 1800)
- 15. Januar: John King, britischer Soldat und Entdecker (* 1838 oder 1841)
- 18. Januar: Caroline von Hessen-Homburg, Fürstin Reuß zu Greiz, Gräfin und Herrin zu Plauen, Herrin zu Greiz, Kranichfeld, Gera, Schleiz und Lobenstein, Regentin des Fürstentums Reuß ältere Linie (* 1819)
- 20. Januar: Ludwig Leopold Liebig, deutscher Gärtner und Pflanzenzüchter (* 1801)

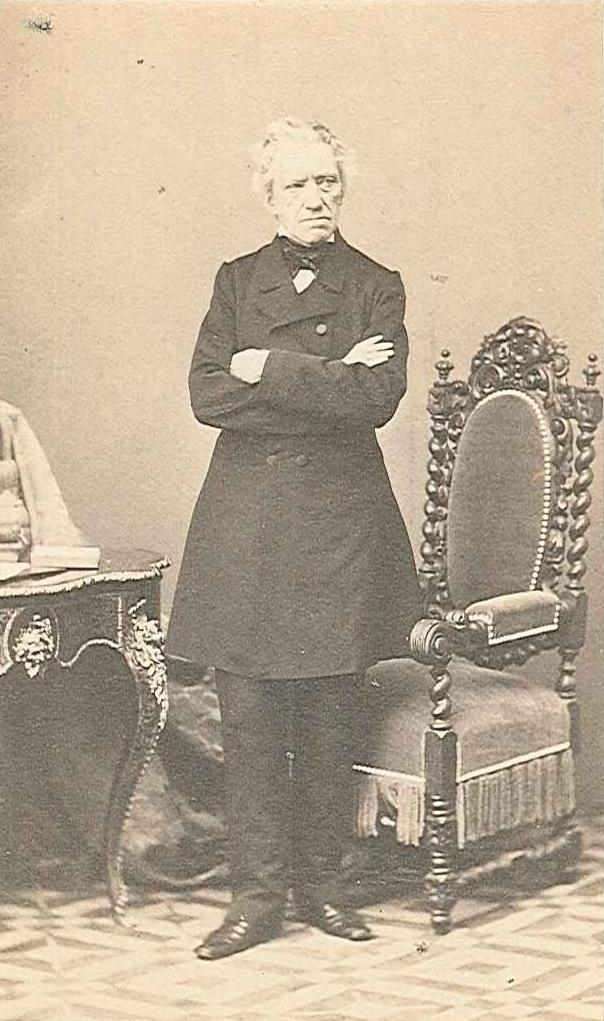
Franz Grillparzer

- 21. Januar: Franz Grillparzer, österreichischer Dichter und Dramatiker (* 1791)
- 21. Januar: Bedros Tourian, armenischer Poet, Dramatiker und Schauspieler (* 1851)
- 22. Januar: Franz von Elsholtz, deutscher Dichter und Schriftsteller (* 1791)
- 22. Januar: Luise von Plönnies, deutsche Schriftstellerin (* 1803)
- 28. Januar: Gottfried Carl Freitag, deutscher Pfarrer und Autor (* 1794)
- 04. Februar: James Chapman, englischer Afrikaforscher (* 1831)
- 07. Februar: James W. Grimes, US-amerikanischer Politiker (* 1816)
- 07. Februar: Nikolai Alexejewitsch Miljutin, russischer Politiker und Reformer (* 1818)
- 10. Februar: Feodora zu Hohenlohe-Langenburg, Herzogin von Sachsen-Meiningen (* 1839)
- 12. Februar: Edward J. Roye, Präsident von Liberia (* 1815)
- 17. Februar: Jose Burgos, philippinischer Priester der katholischen Kirche (* 1837)
- 17. Februar: Mariano Gomez, philippinischer Priester der katholischen Kirche (* 1799)
- 17. Februar: Jacinto Zamora, philippinischer Priester der katholischen Kirche (* 1835)
- 20. Februar: Manuel Pando Fernández de Pinedo, spanischer Historiker und Politiker, Ministerpräsident Spaniens (* 1792)
- 22. Februar: Ferdinand Kommerell, deutscher Mathematiker (* 1818)
- 24. Februar: William Webb Ellis, englischer Geistlicher, angeblicher Erfinder des Rugby (* 1806)
- 26. Februar: Friedrich Bernet, Schweizer Jurist, Redakteur und Politiker (* 1829)
- 05. März: Angel Kantschew, bulgarischer Revolutionär und Freiheitskämpfer (* 1850)
- 10. März: Mariane Bargiel, deutsche Pianistin, Sängerin und Klavierlehrerin (* 1797)
- 10. März: Giuseppe Mazzini, italienischer Nationalist und Gründer des „Jungen Italiens“ (* 1805)
- 12. März: Zeng Guofan, chinesischer Staatsmann (* 1811)
- 19. März: Jan van Boom, niederländischer Komponist, Pianist und Musikpädagoge (* 1807)
- 21. März: Gustaf Andersson, schwedischer Orgelbauer und Musiker (* 1797)
- 27. März: William Trousdale, US-amerikanischer Politiker (* 1790)

### Zweites Quartal

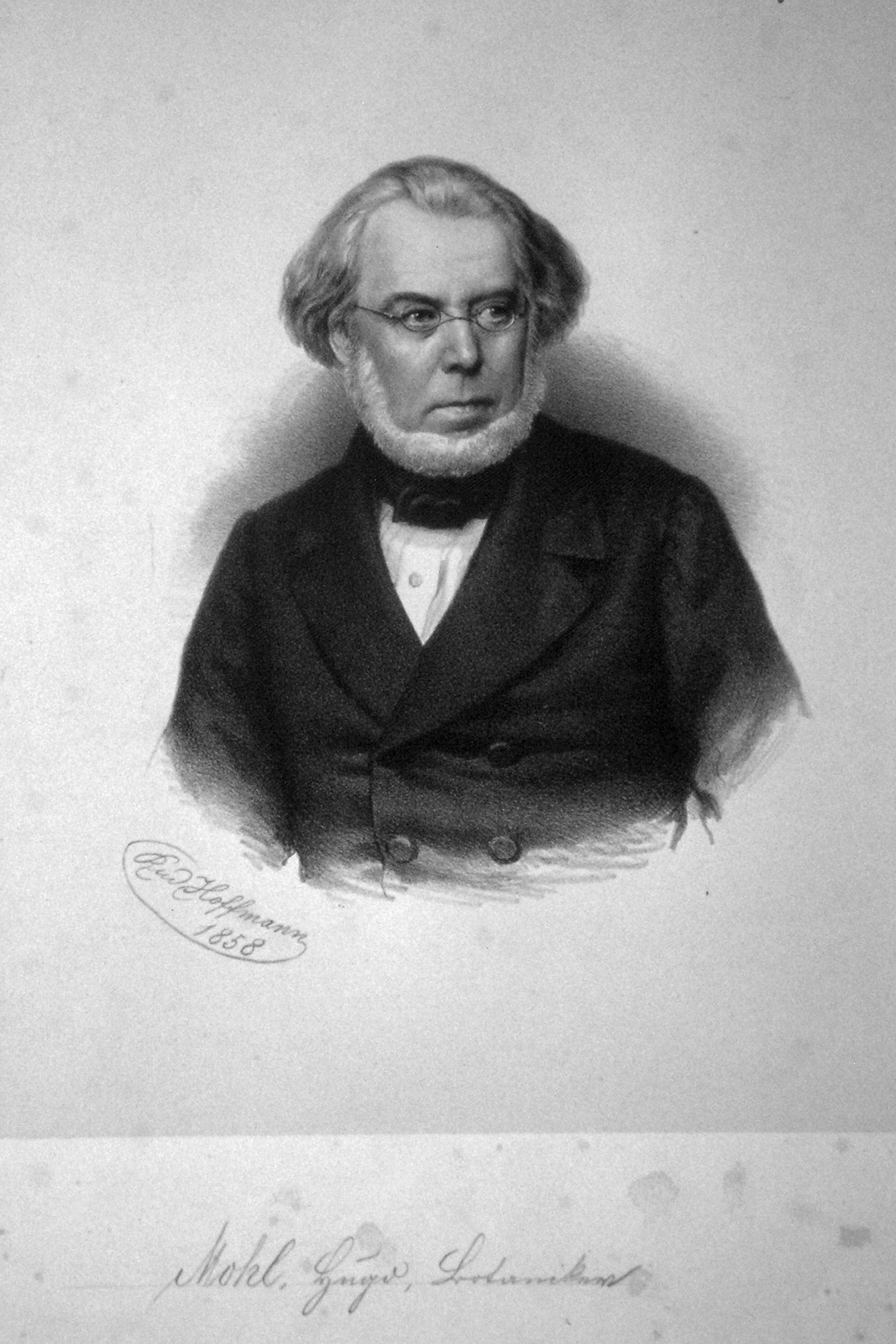
Hugo von Mohl, 1858

- 01. April: Hugo von Mohl, deutscher Botaniker (* 1805)

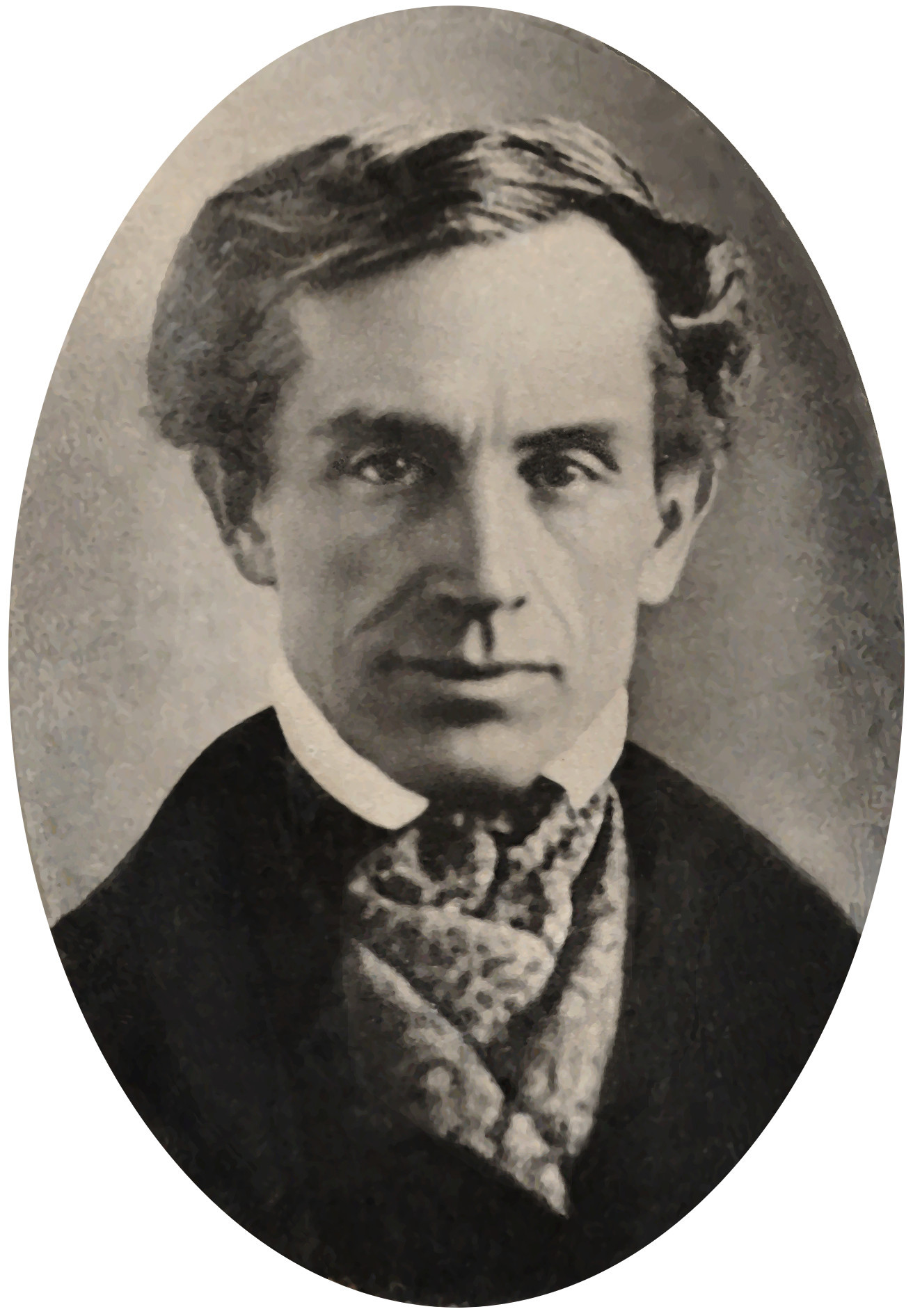
Samuel Finley Breese Morse

- 02. April: Samuel Morse, US-amerikanischer Erfinder (* 1791)
- 02. April: Bertram Pfeiffer, deutscher Politiker (* 1797)
- 13. April: Thomas Vowler Short, britischer Geistlicher und Schriftsteller (* 1790)
- 15. April: Peter G. Van Winkle, US-amerikanischer Politiker (* 1808)
- 22. April: George F. Fort, US-amerikanischer Politiker (* 1809)
- 27. April: Andreas Töpper, österreichischer Industrieller (* 1786)
- 28. April: Moriz Adolph Briegleb, deutscher Politiker (* 1809)
- 30. April: Walpurga Schindl, Tiroler Dichterin (* 1826)
- 01. Mai: Amalia Maria da Gloria Augusta, Prinzessin von Sachsen-Weimar-Eisenach, Herzogin zu Sachsen und Prinzessin der Niederlande (* 1830)
- 13. Mai: Moritz Hartmann, österreichischer Journalist, Schriftsteller und Politiker (* 1821)
- 13. Mai: Georg Friedrich Carl Kölling, deutscher Bildhauer (* 1825)
- 17. Mai: Peter Roh, Jesuitenprediger und Lehrer (* 1811)
- 17. Mai: Fryderyk Edward Sobolewski, US-amerikanischer Komponist (* 1808)
- 24. Mai: Julius Schnorr von Carolsfeld, deutscher Maler (* 1794)
- 28. Mai: Sophie von Österreich, Tochter von König Maximilian I. von Bayern (* 1805)
- 31. Mai: Friedrich Gerstäcker, deutscher Abenteurer und Schriftsteller (* 1816)
- 01. Juni: John Sandfield Macdonald, kanadischer Politiker (* 1812)
- 02. Juni: Karl Bernhard Hundeshagen, deutscher reformierter Theologe (* 1810)
- 04. Juni: Jean-Baptiste Philibert Vaillant, französischer General und Marschall von Frankreich (* 1790)
- 04. Juni: Stanisław Moniuszko, polnischer Komponist (* 1819)
- 08. Juni: František Cyril Kampelík, tschechischer Volksaufklärer und Begründer der Selbsthilfe-Genossenschaften (* 1805)
- 13. Juni: Daniel Weisiger Adams, US-amerikanischer Rechtsanwalt und Brigadegeneral (* 1821)
- 20. Juni: Élie-Frédéric Forey, französischer General und Marschall von Frankreich (* 1804)
- 21. Juni: Robert Prutz, deutscher Schriftsteller (* 1816)

### Drittes Quartal
- 07. Juli: Pierre Lachambeaudie, französischer Fabeldichter (* 1806)
- 11. Juli: Eugenia Tadolini, italienische Opernsängerin (* 1808)
- 18. Juli: Benito Juárez, mexikanischer Staatsmann und Staatspräsident (* 1806)
- 20. Juli: Archibald Hunter Arrington, US-amerikanischer Politiker (* 1809)
- 23. Juli: William Bridges Adams, britischer Publizist, Eisenbahnkonstrukteur und Unternehmer (* 1797)
- 26. Juli: Michele Carafa, italienischer Komponist (* 1787)
- 26. Juli: Alexander W. Randall, US-amerikanischer Politiker (* 1819)
- 27. Juli: George Walker Crawford, US-amerikanischer Politiker (* 1798)
- 28. Juli: Frederik Kaiser, niederländischer Astronom (* 1808)
- 000Juli: Carl Ferdinand Appun, deutscher Naturforscher und Reisender (* 1820)
- 03. August: Karl August Devrient, deutscher Theaterschauspieler (* 1797)
- 05. August: Charles Eugène Delaunay, französischer Mathematiker und Astronom (* 1816)
- 05. August: Elias Thomas, US-amerikanischer Geschäftsmann und Politiker (* 1772)
- 08. August: Eberhard zu Stolberg-Wernigerode, Politiker und preußischer Staatsbeamter (* 1810)
- 08. August: Heinrich Abeken, deutscher Theologe (* 1809)
- 11. August: Lowell Mason, US-amerikanischer Komponist und Musikpädagoge (* 1792)
- 19. August: Eugène Prévost, französischer Komponist und Dirigent (* 1809)
- 20. August: Nikolaos Kasomoulis, griechischer Historiker und Freiheitskämpfer (* 1795)
- 21. August: David Kalisch, deutscher Schriftsteller (* 1820)
- 26. August: Johann Christoph Lüders, Görlitzer Industriepionier, Kommunalpolitiker und Kulturförderer (* 1803)
- 30. August: Román Antonio Deheza, argentinischer General und Gouverneur (* 1791)
- 30. August: Adam Krolczyk, deutscher evangelischer Missionar in China (* 1826)
- 31. August: John Neely Johnson, US-amerikanischer Politiker (* 1825)
- 02. September: Juri Nikolajewitsch Golizyn, russischer Komponist (* 1823)
- 02. September: Nikolai Frederik Severin Grundtvig, dänischer Philologe, Theologe (* 1783)
- 03. September: Paul Camille von Denis, französischer Ingenieur und Eisenbahnpionier (* 1796)
- 07. September: Antoni Stolpe, polnischer Komponist (* 1851)
- 08. September: Paolo Emiliani Giudici, italienischer Literaturhistoriker und Literaturwissenschaftler (* 1812)

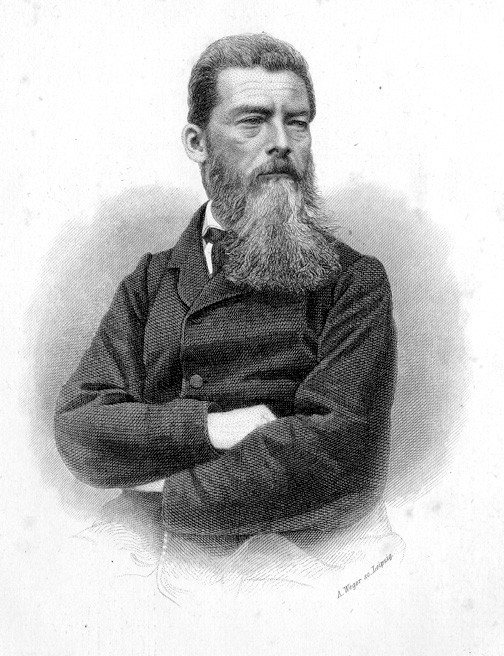
Ludwig Feuerbach

- 13. September: Ludwig Feuerbach, deutscher Philosoph (* 1804)
- 18. September: Karl XV., schwedischer König (* 1826)
- 19. September: Joseph Ignatz Peter, badischer Beamter, Teilnehmer an der Badischen Revolution 1848/49 (* 1789)
- 20. September: James Patton Anderson, US-amerikanischer Generalmajor (* 1822)
- 22. September: Garrett Davis, US-amerikanischer Politiker (* 1801)

### Viertes Quartal
- 01. Oktober: Joel Funk Asper, US-amerikanischer Politiker (* 1822)
- 02. Oktober: Francis Lieber, deutsch-US-amerikanischer Jurist, Publizist, Rechts- und Staatsphilosoph (* 1800)
- 02. Oktober: Eberhard Friedrich Walcker, deutscher Orgelbauer (* 1794)
- 05. Oktober: Johann Nepomuk Hemauer, Kanonikus in Regensburg, Beichtvater Ludwigs I. von Bayern (* 1799)
- 06. Oktober: George Pollock, britischer Feldmarschall (* 1786)
- 10. Oktober: William H. Seward, US-amerikanischer Politiker, Außenminister (* 1801)
- 14. Oktober: Albrecht von Preußen, preußischer Prinz und General (* 1809)
- 15. Oktober: Handrij Zejler, sorbischer Dichter und Herausgeber (* 1804)
- 19. Oktober: David-François Munier, Schweizer evangelischer Geistlicher und Hochschullehrer (* 1798)
- 20. Oktober: Friedrich Welwitsch, österreichischer Afrikaforscher und Botaniker (* 1806)
- 23. Oktober: Théophile Gautier, französischer Schriftsteller (* 1811)
- 25. Oktober: William Freame Johnston, US-amerikanischer Politiker (* 1808)
- 28. Oktober: Pierre Saint-Amant, französischer Schachmeister (* 1800)
- 000Oktober: Joseph Alexander Ames, US-amerikanischer Porträtmaler (* 1816)
- 05. November: Adolf Ellissen, deutscher Politiker, Philologe und Literaturhistoriker (* 1815)
- 06. November: George Gordon Meade, General der Unionsarmee im Amerikanischen Bürgerkrieg (* 1815)
- 08. November: Moritz Ludwig Seyffert, deutscher Philologe und Pädagoge (* 1809)
- 13. November: Margaret Sarah Carpenter, englische Malerin (* 1793)
- 21. November: Torgeir Augundsson, norwegischer Komponist (* 1801)
- 23. November: John Bowring, britischer Staatsmann, Reisender und Schriftsteller (* 1792)
- 28. November: Ludwig August von Autenrieth, württembergischer Jurist und Politiker (* 1802)
- 29. November: Christian Bähr, deutscher Altphilologe (* 1798)
- 29. November: Mary Somerville, schottische Astronomin und Mathematikerin (* 1780)
- 02. Dezember: Wincenty Pol, polnischer Schriftsteller, Geograph und Ethnograph (* 1807)
- 07. Dezember: Christoph Leonhard Wolbach, erster Oberbürgermeister Ulms (* 1783)
- 08. Dezember: Fritz Anneke, deutscher Revolutionär und nordamerikanischer Offizier (* 1818)
- 11. Dezember: Kamehameha V., König von Hawaii (* 1830)
- 20. Dezember: Peter Jakob Felber, Schweizer Mediziner, Journalist und Politiker (* 1805)
- 22. Dezember: Jakob Becker, deutscher Maler, Radierer und Lithograph (* 1810)
- 23. Dezember: George Catlin, US-amerikanischer Maler, Autor und Indianerkenner (* 1796)
- 24. Dezember: William John Macquorn Rankine, britischer Physiker und Ingenieur (* 1820)
- 28. Dezember: James Van Ness, siebter Bürgermeister von San Francisco (* 1808)
- 31. Dezember: Aleksis Kivi, finnischer Nationalschriftsteller (* 1834)

### Genaues Todesdatum unbekannt
- Edwin Atherstone, englischer Dichter (* 1788)
- Mpande, König der Zulu (* 1798)
- Charlotte Sager, deutsche Wachsbildnerin (* 1797)